# Liste der denkmalgeschützten Objekte in Wien/Penzing
Die Liste der denkmalgeschützten Objekte in Wien-Penzing enthält die 124 denkmalgeschützten unbeweglichen Objekte des 14. Wiener Gemeindebezirks Penzing.

## Denkmäler
| Foto  |                 | Denkmal | Standort                                                                             | Beschreibung | Metadaten |
| ----- | --------------- | --- | ------------------------------------------------------------------------------------ | --- | --- |
| ja    | Datei hochladen | Amtsgebäude, Städtische Wienflussaufsicht HERIS-ID: 28454 Objekt-ID: 25043 | Hauptstraße 3 Standort KG: Auhof                                                     | Friedrich Ohmann und Josef Hackhofer schufen 1902/03 den zweigeschoßigen kubischen Bau in Jugendstilformen mit seitlich aufgesetzten Uhr- und Glockentürmchen, vorgezogener kassettierter Traufe sowie einem mittig angeordneten monumentalen Portal mit schmiedeeisernem Vordach. | BDA-Hist.: Q37920142 Status: § 2a Stand der BDA-Liste: 2025-06-30 Name: Amtsgebäude, Städt. Wienflussaufsicht GstNr.: 54/9 Städtische Wienflussaufsicht |
| ja    | Datei hochladen | Wasserreservoir, Wienfluss-Hochwasser-Sammelbecken HERIS-ID: 28469 Objekt-ID: 25058 | Standort KG: Auhof                                                                   | Im Zuge der Wienflussregulierung errichtete das Stadtbauamt 1895–1900 die aus Vorbassin und Hochwasserspeicher am Mauerbach sowie sechs Staubecken entlang des Gerinnes der Wien mit einem Fassungsvermögen von 1.600.000 m³ bestehende Anlage. Die Becken sind durch Staumauern in Form von Betonwällen voneinander getrennt, auf denen eiserne Laufstege auf Eisenpfeilern verlaufen. Das erste Becken ist mit einer eisernen Rechenanlage und einem Wehr zum nächsten Becken versehen. Zwischen drittem und viertem Becken quert eine Dammstraße die Anlage, die im Norden von einer rundbogigen Steinquaderbrücke über den Fluss (Wolf-in-der-Au-Brücke) und im Süden von der eisernen Auhofbrücke flankiert ist. Zwischen Fluss und Staubecken ist eine 8 m hohe Betonmauer mit begehbarer Krone errichtet; das südöstliche Ende ist als monumentaler Pylon in frühsecessionistischen Formen ausgebildet. | BDA-Hist.: Q1397524 Status: § 2a Stand der BDA-Liste: 2025-06-30 Name: Wasserreservoir, Wienfluss-Hochwasser-Sammelbecken GstNr.: 41/1, 50, 49 Retentionsbecken Auhof |
| ja    | Datei hochladen | Bildstock, sog. Eleonorensäule HERIS-ID: 28428 Objekt-ID: 25014 Wien Kulturgut: 45080seit 2013 | bei Hauptstraße 20 Standort KG: Auhof                                                | Dieser barocke Steinpfeiler auf quadratischem Sockel wurde 1685 errichtet. Der Aufsatz ist volutengeschmückt mit Relieffeldern, am Schaft befinden sich nur mehr teilweise lesbare Wappenkartuschen. | BDA-Hist.: Q37919972 Status: Bescheid Stand der BDA-Liste: 2025-06-30 Name: Bildstock, sog. Eleonorensäule GstNr.: 62/1 Eleonorensäule Mariabrunn |
| ja    | Datei hochladen | Fußgängerbrücke, Auhofbrücke über den Wienfluss HERIS-ID: 29116 Objekt-ID: 25746 | Standort KG: Auhof                                                                   | Die genietete eiserne Fachwerkkonstruktion entstand 1898 im Zuge des Ausbaus der Wienfluss-Sammelbecken. 1930 wurde sie umgebaut. Anmerkung: Die Brücke liegt teilweise in der KG Hütteldorf. | BDA-Hist.: Q64026636 Status: Bescheid Stand der BDA-Liste: 2025-06-30 Name: Fußgängerbrücke, Auhof-Brücke über den Wienfluss GstNr.: 50 Auhofbrücke |
| ja    | Datei hochladen | Wientalverbauung HERIS-ID: 111780 Objekt-ID: 129790seit 2016 | Standort KG: Auhof                                                                   | Die Regulierung des Wienflusses erfolgte in den Jahren 1894–1904, wo der größte Teil des Flusses in ein Betonbett gelegt wurde. Projektleiter waren Rudolf Krieghammer und Ludwig Leupschitz sowie Friedrich Ohmann und Josef Hackhofer (baukünstlerische Leitung). Otto Wagners Idee, den Fluss einzuwölben, um eine Prachtstraße zu errichten, wurde nur in einem Teilstück entsprochen. In der KG Auhof betrifft der Eintrag die linksufrige Rampe der Wolf-in-der-Au-Brücke und den Bereich bei der Mauerbachmündung vor dem Wehr. | BDA-Hist.: Q37826660 Status: Bescheid Stand der BDA-Liste: 2025-06-30 Name: Wientalverbauung GstNr.: 52/2, 57/2 |
| ja    | Datei hochladen | Wasserbehälter der Wiental-Wasserleitung HERIS-ID: 16593 Objekt-ID: 12858 | Altebergenstraße 3 Standort KG: Breitensee                                           | Der um 1893 errichtete Behälter selbst ist eine Doppelkammeranlage aus überwölbten Betonpfeilern. Eingang und Ecken des kleinen Schieberkammerbaus sind in bossierten Hausteinquadern ausgeführt. Zur Anlage gehört auch ein eingeschoßiges Bedienstetenhaus, das in ländlichem Charakter mit Giebelaufsätzen und einem Dach, das über verzierte Holzsparren vorkragt, gestaltet ist. | BDA-Hist.: Q37820932 Status: Bescheid Stand der BDA-Liste: 2025-06-30 Name: Wasserbehälter der Wiental-Wasserleitung GstNr.: 297/2 |
| ja    | Datei hochladen | Wasserbehälter Breitensee (1. Wr. Hochquellenleitung) HERIS-ID: 28266 Objekt-ID: 24822 | Braillegasse 35 Standort KG: Breitensee                                              | Der Behälter entstand 1893–1899 im Zuge der Erweiterung der I. Wiener Hochquellenwasserleitung. Der breit gelagerte Schieberkammerbau ist nach dem Vorbild des Behälters Rosenhügel in wuchtigen Formen eines späthistoristischen Rundbogenstils ausgeführt. Der Mittelrisalit trägt eine Attika; dem Bau vorgelagert ist eine Terrasse mit Freitreppe und Steinbrüstung. Das eingeschoßige Bedienstetenhaus ist im Stil eines Jägerhauses in Sichtziegeln mit hölzernen Giebeleinsätzen und verzierten Traufkonsolen ausgeführt. | BDA-Hist.: Q37919029 Status: Bescheid Stand der BDA-Liste: 2025-06-30 Name: Wasserbehälter Breitensee (1. Wr. Hochquellenleitung) GstNr.: 273/4 |
| ja    | Datei hochladen | Wohnhaus Zatzka HERIS-ID: 112034seit 2023 | Breitenseer Straße 8 Standort KG: Breitensee                                         | Das Haus mit reichem barockisierendem Dekor und markantem Mittelerker wurde 1892 gemeinsam mit dem Eckhaus Nr. 6 1892 von Ludwig Zatzka erbaut, blieb aber im Unterschied zu diesem weitgehend unverändert. | BDA-Hist.: Q119231476 Status: Bescheid Stand der BDA-Liste: 2025-06-30 Name: Wohnhaus Zatzka GstNr.: 124/3, 125, 126, 127/1 |
| ja    | Datei hochladen | Kindergarten, Pfarrheim Breitensee HERIS-ID: 28257 Objekt-ID: 24813 | Breitenseer Straße 35 Standort KG: Breitensee                                        | Der späthistoristische Baublock mit klinkerverkleideten Giebelfassaden entstand 1903–1907 nach Plänen von Johann Wolf als Kinderschutzstation. Am Giebel ist ein Relief der Dreifaltigkeit aus der Mitte des 18. Jahrhunderts angebracht, in Nischen der Seitentrakte stehen Figuren des hl. Michael und der Maria Immaculata. | BDA-Hist.: Q37918934 Status: § 2a Stand der BDA-Liste: 2025-06-30 Name: Kindergarten, Pfarrheim Breitensee GstNr.: 2 Kindergarten und Pfarrheim Breitensee |
| ja    | Datei hochladen | Vega-Payer-Weyprecht-Kaserne HERIS-ID: 28252 Objekt-ID: 24808 | Breitenseer Straße 61 Standort KG: Breitensee                                        | Die Kaserne ist der südliche Teil der 1901–1903 als Ersatz für die Josefstädter Kavalleriekaserne errichteten ehemaligen Kaiser-Franz-Joseph-Kavalleriekaserne. Namensgeber der seit 1967 eigenständigen Kaserne sind der Ingenieur, Mathematiker und Offizier Jurij Vega sowie die beiden Polarforscher Julius Payer und Carl Weyprecht, Leiter der österreichisch-ungarischen Nordpolexpedition. | BDA-Hist.: Q55185319 Status: § 2a Stand der BDA-Liste: 2025-06-30 Name: Vega-Payer-Weyprecht-Kaserne GstNr.: 297/1 Vega-Payer-Weyprecht-Kaserne |
| ja    | Datei hochladen | Biedermann-Huth-Raschke-Kaserne HERIS-ID: 31092 Objekt-ID: 28017 | Breitenseer Straße 88 Standort KG: Breitensee                                        | Der nördliche Teil der Kaiser-Franz-Joseph-Kavalleriekaserne wurde nach 1967 zur selbständigen Biedermann-Huth-Raschke-Kaserne, benannt nach den drei österreichischen Offizieren der deutschen Wehrmacht Major Karl Biedermann, Hauptmann Alfred Huth und Oberleutnant Rudolf Raschke, die im April 1945 während des Kampfs um Wien als Widerstandskämpfer hingerichtet worden waren. | BDA-Hist.: Q55185320 Status: § 2a Stand der BDA-Liste: 2025-06-30 Name: Biedermann-Huth-Raschke-Kaserne GstNr.: 291/1, 288/7, 291/24, 291/26 Biedermann-Huth-Raschke-Kaserne |
| ja    | Datei hochladen | Wohnhausanlage der Gemeinde Wien HERIS-ID: 32257 Objekt-ID: 29330 | Breitenseer Straße 106-112 Standort KG: Breitensee                                   | Die beiden Wohnbauten wurden 1930/31 von Hugo Mayer (Breitenseer Straße 110-112) und Hugo Gorge (Breitenseer Straße 106-108) errichtet. Die Fassaden sind schlicht mit Klinker- und Putzverzierungen. | BDA-Hist.: Q37947087 Status: § 2a Stand der BDA-Liste: 2025-06-30 Name: Wohnhausanlage der Gemeinde Wien GstNr.: 284/39, 286/1 Gemeindebauten Breitenseer Straße 106-112, Penzing |
| ja    | Datei hochladen | Ehemalige Philips-/Zeiss-Werke HERIS-ID: 28365 Objekt-ID: 24932 | Breitenseer Straße 116 Standort KG: Breitensee                                       | Das Fabriksgebäude wurde 1916/17 durch Robert Oerley für die Firma Carl Zeiss errichtet. Markantestes Baudetail des langgezogenen Stahlbetonbaus ist die am westlichen Ende errichtete Observatoriumskuppel. | BDA-Hist.: Q184987 Status: Bescheid Stand der BDA-Liste: 2025-06-30 Name: Ehemalige Philips-/Zeiss-Werke GstNr.: 478/8 Philips-Zeiss-Werk |
| ja    | Datei hochladen | Ehem. Gemeinschaftseinrichtungen der Siedlung Flötzersteig HERIS-ID: 32385 Objekt-ID: 29465 | Flötzersteig 113, 115 Standort KG: Breitensee                                        | Die Siedlung Am Flötzersteig, eine der größten Siedlungen der genossenschaftlichen Garten- und Siedlungsbewegung in Wien, entstand 1921–1929 durch Franz Kaym und Alfons Hetmanek südlich des Flötzersteigs. Die Gemeinschaftseinrichtungen bilden zum Flötzersteig eine geschlossene Front. | BDA-Hist.: Q37947560 Status: § 2a Stand der BDA-Liste: 2025-06-30 Name: Ehem. Gemeinschaftseinrichtungen der Siedlung Flötzersteig GstNr.: 380/4 Gartensiedlung Flötzersteig |
| ja    | Datei hochladen | General Körner-Kaserne – Kommandogebäude HERIS-ID: 28244 Objekt-ID: 24800 | Hütteldorfer Straße 126 Standort KG: Breitensee                                      | Das Gebäude wurde 1897/98 durch Paul Acham als Schulgebäude für die k. u. k. Infanterie-Kadettenschule in Formen der Neorenaissance erbaut. Die Fassaden sind durch Attiken, Risalite und eine entsprechend gestufte Dachsilhouette gegliedert; Mitte und Seiten der langgestreckten Fassade zur Hütteldorfer Straße sind durch überhöhte Risalite betont, der Mittelteil ist durch seitliche Risalitachsen, Attika sowie Walmdach hervorgehoben, das über zwei Geschoße reichende Rundbogenportal mit korinthischen Halbsäulen und seitlichen Pilastern gestaltet. | BDA-Hist.: Q1780074 Status: § 2a Stand der BDA-Liste: 2025-06-30 Name: General Körner-Kaserne – Kommandogebäude GstNr.: 5/3 Kommandogebäude General Körner |
| ja    | Datei hochladen | General Körner-Kaserne – ehem. Offizierswohngebäude HERIS-ID: 48432 Objekt-ID: 51926 | Hütteldorfer Straße 128 Standort KG: Breitensee                                      | Das dreigeschoßige Gebäude ist durch runde, turmartige Ecklösungen und Risalite mit korinthischen Riesenpilastern akzentuiert und hat einen dorischen Säulenportikus. | BDA-Hist.: Q38030357 Status: Bescheid Stand der BDA-Liste: 2025-06-30 Name: General Körner-Kaserne – ehem. Offizierswohngebäude GstNr.: 5/2 |
| ja    | Datei hochladen | Ehem Gummifabrik Semperit HERIS-ID: 28238 Objekt-ID: 24794 | Hütteldorfer Straße 130, 130A Standort KG: Breitensee                                | Der langgestreckte dreigeschoßige Skelettbetonbau mit Sichtziegelverkleidung und Ständergliederung entstand 1909/10 als Teil einer größeren Fabriksanlage (Architekt: Franz Sobotka). | BDA-Hist.: Q37918876 Status: Bescheid Stand der BDA-Liste: 2025-06-30 Name: Ehem Gummifabrik Semperit GstNr.: 423/1 Ehemalige Gummifabrik Semperit, Penzing |
| ja    | Datei hochladen | Amtsgebäude, Ehem. Wasserhebewerk Breitensee HERIS-ID: 28231 Objekt-ID: 24787 | Hütteldorfer Straße 142 Standort KG: Breitensee                                      | Zu dem 1896 errichteten Wasserhebewerk für die I. Wiener Hochquellenwasserleitung gehören das ehemalige Pumpen- und Maschinenhaus sowie das Dienstgebäude, ein zweigeschoßiger durch Lisenen gegliederter Bau mit einer abgeschrägten, durch einen erhöhten Risalit und eine Attika mit der Aufschrift „Stadt Wien 1896“ betonten Ecke, wie das Pumpenhaus in Sichtziegelbauweise errichtet. | BDA-Hist.: Q2118247 Status: § 2a Stand der BDA-Liste: 2025-06-30 Name: Amtsgebäude, Ehem. Wasserhebewerk Breitensee GstNr.: 420/11 Pumpwerk Breitensee |
| ja    | Datei hochladen | Wohnhausanlage der Gemeinde Wien, Bela Somogyi-Hof HERIS-ID: 28331 Objekt-ID: 24890 Wiener Wohnen: 173 | Hütteldorfer Straße 150-158 Standort KG: Breitensee                                  | Diese Anlage wurde 1927–1929 von Heinrich Schmid und Hermann Aichinger erbaut. Das Grundstück ist unregelmäßig und uneben, was den Architekten erhebliches technisches Können abverlangte. Der unregelmäßig geformte Bau ist zur Moßbachergasse zu geschwungen, zur Hütteldorfer Straße zu weist er einen monumentalen Wohnturm auf. In den Fensterzonen ist die Fassade mit Klinker ausgekleidet. | BDA-Hist.: Q37919393 Status: § 2a Stand der BDA-Liste: 2025-06-30 Name: Wohnhausanlage der Gemeinde Wien, Bela Somogyi-Hof GstNr.: 434/2 Bela-Somogyi-Hof |
| ja    | Datei hochladen | Breitenseer Pfarrkirche HERIS-ID: 28285 Objekt-ID: 24843 | Laurentiusplatz 2 Standort KG: Breitensee                                            | Die Breitenseer Pfarrkirche hl. Laurentius wurde von 1896 bis 1898 nach Plänen des Breitenseer Baumeisters Ludwig Zatzka im neugotischen Stil errichtet. Die Kirche ist ein Backsteinbau in der Tradition Friedrich von Schmidts, dessen Schüler Zatzka war. | BDA-Hist.: Q202798 Status: § 2a Stand der BDA-Liste: 2025-06-30 Name: Breitenseer Pfarrkirche GstNr.: 79 Breitenseer Pfarrkirche |
| ja    | Datei hochladen | Pfarrhof HERIS-ID: 28229 Objekt-ID: 24785 | Laurentiusplatz 2 Standort KG: Breitensee                                            | Der 1897/98 wie die Pfarrkirche von Ludwig Zatzka dreigeschoßige errichtete Pfarrhof ist ein neugotischer Rohziegelbau mit Gesimsgliederung, alternierend zweiteiligen Spitz- und Segmentbogenfenstern sowie einem abgetreppten Blendgiebel mit Lanzettfenstern über der Mittelachse. | BDA-Hist.: Q37918826 Status: § 2a Stand der BDA-Liste: 2025-06-30 Name: Pfarrhof GstNr.: 78/2 |
| ja    | Datei hochladen | Offizierskasino mit Brunnen und Umzäunung HERIS-ID: 99950 Objekt-ID: 116127 | Maroltingergasse 2 Standort KG: Breitensee                                           | Das ehemalige Offizierskasino der Breitenseer Kaserne zeigt die originale Fassadierung mit Putzdekor. | BDA-Hist.: Q37775032 Status: § 2a Stand der BDA-Liste: 2025-06-30 Name: Offizierskasino mit Brunnen und Umzäunung GstNr.: 291/5, 291/6 Offizierskasino (Wien-Penzing) |
| ja    | Datei hochladen | Miethaus HERIS-ID: 28152 Objekt-ID: 24706 | Sampogasse 5 Standort KG: Breitensee                                                 | Der monumentale secessionistische Baublock mit giebelförmig überhöhten Eckachsen und reichem Kerbschnittdekor in Formen der Wiener Werkstätte wurde 1911 durch Oskar Czepa und Arnold Wiesbauer errichtet. | BDA-Hist.: Q37918370 Status: § 2a Stand der BDA-Liste: 2025-06-30 Name: Miethaus GstNr.: 78/4 |
| ja    | Datei hochladen | Wohnhausanlage der Gemeinde Wien, Franz Kurz-Hof HERIS-ID: 28148 Objekt-ID: 24702 Wiener Wohnen: 170 | Spallartgasse 26-28 Standort KG: Breitensee                                          | Der Franz-Kurz-Hof wurde 1923/24 von Erich Leischner errichtet. Er ist ein sehr ungewöhnlicher Bau, der Elemente wie ein geripptes Sockelgeschoß, die Loggiengruppen und den Giebel oberhalb des Eingangsbereichs aufweist. | BDA-Hist.: Q37918313 Status: § 2a Stand der BDA-Liste: 2025-06-30 Name: Wohnhausanlage der Gemeinde Wien, Franz Kurz-Hof GstNr.: 8/6 Franz-Kurz-Hof |
| ja    | Datei hochladen | Hackinger Mühle zum Deutschen Orden HERIS-ID: 28133 Objekt-ID: 24685 | Deutschordenstraße 1 Standort KG: Hacking                                            | Die Mühle wurde 1346 urkundlich erwähnt. Der jetzige zweigeschoßige kubische Bau unter einem Walmdach entstand in der zweiten Hälfte des 17. Jahrhunderts. In einer Nische an der nördlichen Front steht eine mit 1704 bezeichnete Figur des hl. Johannes Nepomuk. Die weitgespannten Kreuzgrat- und Tonnengewölbe im Inneren laufen zu einem quadratischen Mittelpfeiler im zentralen Raum zusammen. | BDA-Hist.: Q37918119 Status: Bescheid Stand der BDA-Liste: 2025-06-30 Name: Hackinger Mühle zum Deutschen Orden GstNr.: 227/2 |
| ja    | Datei hochladen | Wientalverbauung HERIS-ID: 111783 Objekt-ID: 129793seit 2016 | Standort KG: Hacking                                                                 | siehe KG Auhof | BDA-Hist.: Q37826687 Status: Bescheid Stand der BDA-Liste: 2025-06-30 Name: Wientalverbauung GstNr.: 256/1 |
| ja    | Datei hochladen | Schottenhof HERIS-ID: 30613 Objekt-ID: 27365 | Amundsenstraße 5 Standort KG: Hadersdorf                                             | Das ehemalige Forsthaus des Schottenstiftes wurde 1839–1841 erbaut und ist eine eingeschoßige Dreiflügelanlage mit schlichter biedermeierlicher Putzfassade um einen geschlossenen Rechteckhof. | BDA-Hist.: Q2249189 Status: § 2a Stand der BDA-Liste: 2025-06-30 Name: Wirtschaftshof des Schottenstiftes GstNr.: 393/1 Schottenhof |
| ja    | Datei hochladen | Friedhofskapelle und Gruftkapelle Herzmansky HERIS-ID: 28062 Objekt-ID: 24613 | Friedhofstraße 12 Standort KG: Hadersdorf                                            | Der secessionistische Kirchenbau wurde 1908/09 durch Max Hegele errichtet. Der über dem Grundriss eines Griechischen Kreuzes errichtete steil proportionierte Bau hat ein hohes Satteldach und einen polygonalen Dachreiter aus Metall; die Eingangsfassade zeigt eine niedrige Vorhalle und einen hohen Giebel mit einem Kreuzaufsatz. In den einspringenden Ecken der Kreuzarme sind Pergolen mit Grabmälern errichtet. Die Friedhofskapelle dient auch als Gruftkapelle für die Familien Eduard Herzmansky (1909/10 von Hegele entworfen) und Jean Herzmansky (1912 von Theodor Khuen ausgeführt). | BDA-Hist.: Q116194040 Status: Bescheid Stand der BDA-Liste: 2025-06-30 Name: Friedhofskapelle und Gruftkapelle Herzmansky GstNr.: 34/97 Cemetery chapel, Hadersdorf-Weidlingau |
| ja    | Datei hochladen | Kloster Mariabrunn, Forstliche Bundesversuchsanstalt HERIS-ID: 112436 Objekt-ID: 130623seit 2015 | Hauptstraße 7 Standort KG: Hadersdorf                                                | Das Kloster wurde 1639 gegründet und wurde mit der Weihe der Kirche 1635 vollendet. Es ist als große zweigeschoßige Anlage über rechteckigem Grundriss errichtet, die durch einen Quertrakt in der Eingangsachse in zwei Höfe geteilt wird; der Quertrakt mit dem ehemaligen Winterrefektorium und der darüber gelegenen Bibliothek ist etwas aufwändiger gestaltet. Die schlichten langgezogenen Fronten sind durch rechteckige Fenster regelmäßig gegliedert. Im Norden ist in der Achse des Quertraktes ein seichter dreiachsiger Mittelrisalit angeordnet. Das Gebäude beherbergt seit 1813 diverse Forstlehranstalten. | BDA-Hist.: Q24283367 Status: Bescheid Stand der BDA-Liste: 2025-06-30 Name: Kloster Mariabrunn, Forstliche Bundesversuchsanstalt GstNr.: .33/1 Kloster Mariabrunn, Penzing |
| ja    | Datei hochladen | Pfarr- und Wallfahrtskirche Maria Heimsuchung, Mariabrunn HERIS-ID: 28065 Objekt-ID: 24616 | bei Hauptstraße 7 Standort KG: Hadersdorf                                            | Kirche und Kloster entstanden 1639–1653 (Vollendung durch Domenico Carlone) und wurde 1655 geweiht. Nach der Zweiten Türkenbelagerung wurde die Kirche wiederhergestellt. Die Kirche ist eine frühbarocke Wandpfeilerkirche mit Blendfassade; der Chor ist in den Klosterbereich integriert, der schräg gestellte Südturm liegt in der Flucht der südlichen Klosterfront. Die dreiachsige Fassade mit toskanischen Riesenpilastern ist durch einen geschweiften Giebel über verkröpftem Gebälk abgeschlossen. Das in der Mitte angeordnete Rundbogenportal ist durch Figuren der Heiligen Karl Borromäus und Nikolaus von Tolentino in den Rundbogennischen der Seitenfelder flankiert; auf dem Giebel ist eine Plastik der Madonna aufgestellt, vor dem Eingang Figuren des hl. Josef mit Kind sowie der hl. Anna mit Maria (1729). | BDA-Hist.: Q2082376 Status: § 2a Stand der BDA-Liste: 2025-06-30 Name: Pfarr- und Wallfahrtskirche Maria Heimsuchung, Mariabrunn GstNr.: .33/2, .32 Pfarr- und Wallfahrtskirche Mariabrunn, Penzing |
| ja    | Datei hochladen | Pfarrhof HERIS-ID: 28437 Objekt-ID: 25026 | Hauptstraße 9 Standort KG: Hadersdorf                                                | Der eingeschoßige traufständige Bau mit genuteter Fassade und flachem, durch Pilaster gegliedertem und durch eine Attika überhöhtem Mittelrisalit stammt im Kern um 1800. | BDA-Hist.: Q63986308 Status: § 2a Stand der BDA-Liste: 2025-06-30 Name: Pfarrhof GstNr.: .32 |
| ja    | Datei hochladen | Ursprungbrunnen HERIS-ID: 28431 Objekt-ID: 25020 | bei Hauptstraße 9 Standort KG: Hadersdorf                                            | In der ersten Hälfte des 17. Jahrhunderts erbaute Domenico Carlone den Brunnen in Form eines Baldachins aus toskanischen Säulen und kuppelförmigem Metalldach, unter dem eine Sandsteinkopie einer Figur der Gnadenmadonna in Prunkgewand aufgestellt ist. | BDA-Hist.: Q37919987 Status: § 2a Stand der BDA-Liste: 2025-06-30 Name: Ursprungbrunnen GstNr.: 173/1 Ursprungsbrunnen Hadersdorf |
| ja    | Datei hochladen | Laudon-Grab HERIS-ID: 28485 Objekt-ID: 25074 Wien Kulturgut: 45093 | bei Mauerbachstraße 98 Standort KG: Hadersdorf                                       | Franz Anton von Zauner schuf 1790/91 nach einem Entwurf von Heinrich Friedrich Füger das Grabmal in Form eines klassizistischen Sarkophags mit Relieftondi, welche Genien und mythologische Figuren zeigen und von knienden Rittern flankiert werden, auf einem Stufensockel. Die Figur eines trauernden Ritters bewacht das Grabmal. | BDA-Hist.: Q37920216 Status: § 2a Stand der BDA-Liste: 2025-06-30 Name: Laudon-Grab GstNr.: .168 Cenotaph of Ernst Gideon von Laudon |
| ja    | Datei hochladen | Anlage Schloss Laudon HERIS-ID: 28445 Objekt-ID: 25034 | Mauerbachstraße 43–45 Standort KG: Hadersdorf                                        | Als Schloss Hadersdorf um 1130 urkundlich erwähnt, wurde das Schloss 1529 während der Ersten Türkenbelagerung zerstört, aber schon 1539 wieder als Schloss mit Wassergraben beschrieben. 1683 erneut durch osmanische Truppen beschädigt, wurde das Schloss 1678 wieder instand gesetzt und in der folgenden Zeit weitgehend umgebaut. Gideon Ernst von Laudon erwarb es 1777 und ließ es vor allem im Inneren umgestalten sowie einen weitläufigen Landschaftsgarten anlegen. Seitlich an die Eingangsfront mit pavillonartigem Torturm und geschwungenem Mansarddach schließen die zurückgestuften Flügel der Wirtschaftstrakte an. Der quadratische Hof wird an drei Seiten vom zweigeschoßigen Haupttrakt umschlossen (im Nordwesten wurde 1962/63 das Dach erhöht und mit Dachhäuschen versehen). Die Fassadengestaltung des Haupttraktes stammt aus dem dritten Viertel des 18. Jahrhunderts; in der Mitte zwischen zwei Korbbogenportalen mit kräftigen Steinverdachungen ist in einer Rundbogennische eine ehemalige Brunnenschale mit einer mythologischen weiblichen Figur vom Ende des 18. Jahrhunderts aufgestellt. Der Wirtschaftstrakt im Südosten wurde 1960–1964 verbreitert. | BDA-Hist.: Q1676451 Status: Bescheid Stand der BDA-Liste: 2025-06-30 Name: Anlage Schloss Laudon GstNr.: .11/1, .11/2, .11/3, 86, 98/11, 165/1 Schloss Laudon, Vienna |
| ja    | Datei hochladen | Türkensteine HERIS-ID: 28481 Objekt-ID: 25070 | Mauerbachstraße 58 Standort KG: Hadersdorf                                           | Gideon Ernst von Laudon plante im Garten seines Schlosses ein Mausoleum im türkischen Stil und brachte zu diesem Zweck 1789 Spolien als Siegestrophäen aus Belgrad mit. Diese wurden nach 1955 in eine Schauwand eingelassen. | BDA-Hist.: Q37920201 Status: § 2a Stand der BDA-Liste: 2025-06-30 Name: Türkensteine GstNr.: .35 Türkenstein, Hadersdorf, Vienna |
| ja    | Datei hochladen | Laudon Gräber HERIS-ID: 30618 Objekt-ID: 27370 | Standort KG: Hadersdorf                                                              | Auf einer Anhöhe südöstlich der Türkensteine liegt das von einem Schmiedeeisengitter umgebene Doppelgrab von Johann Ludwig Alexander von Laudon (gest. 1822) und Olivier von Laudon (gest. 1881). | BDA-Hist.: Q37936262 Status: § 2a Stand der BDA-Liste: 2025-06-30 Name: Laudon Gräber GstNr.: 154/2 Laudon Gräber |
| ja    | Datei hochladen | Fußgängerbrücke in Mauerbach HERIS-ID: 30625 Objekt-ID: 27377 | Standort KG: Hadersdorf                                                              | | BDA-Hist.: Q37936322 Status: § 2a Stand der BDA-Liste: 2025-06-30 Name: Fußgängerbrücke GstNr.: 105/5, 157/3 |
| ja    | Datei hochladen | Fußgängerbrücke, Auhofbrücke über den Wienfluss HERIS-ID: 60243 Objekt-ID: 72407 | Standort KG: Hütteldorf                                                              | Die genietete eiserne Fachwerkkonstruktion entstand 1898 im Zuge des Ausbaus der Wienfluss-Sammelbecken. 1930 wurde sie umgebaut. Anmerkung: Die Brücke liegt hauptsächlich in der KG Auhof. | BDA-Hist.: Q38091134 Status: Bescheid Stand der BDA-Liste: 2025-06-30 Name: Fußgängerbrücke, Auhof-Brücke über den Wienfluss GstNr.: 886/1 Auhofbrücke |
| ja    | Datei hochladen | Kath. Pfarrkirche hl. Josef, Wolfersberg HERIS-ID: 28048 Objekt-ID: 24599 | Anzbachgasse 89 Standort KG: Hütteldorf                                              | Die Kirche wurde 1946 an Stelle einer Notkirche nach Plänen des Architekten Ladislaus Hruska errichtet, von dem auch der Entwurf der Kreuzigungsgruppe über dem Portal stammt. | BDA-Hist.: Q1736600 Status: § 2a Stand der BDA-Liste: 2025-06-30 Name: Kath. Pfarrkirche hl. Josef, Wolfersberg GstNr.: 781/694 St.-Josef-am-Wolfersberg-Kirche |
| ja    | Datei hochladen | Otto-Wagner-Kirche hl. Leopold Am Steinhof HERIS-ID: 28539 Objekt-ID: 25130 | bei Baumgartner Höhe 1 Standort KG: Hütteldorf                                       | Die Kirche am Steinhof (auch: Kirche zum Heiligen Leopold) wurde von 1904 bis 1907 nach Entwürfen von Otto Wagner als Anstaltskirche der Niederösterreichischen Landes-Heil- und Pflegeanstalt für Nerven- und Geisteskranke Am Steinhof (Otto-Wagner-Spital) erbaut und gilt als eines der bedeutendsten Bauwerke des Wiener Jugendstils. Anmerkung: Teil des nunmehr Otto-Wagner-Areal genannten Gebäudekomplexes | BDA-Hist.: Q441668 Status: § 2a Stand der BDA-Liste: 2025-06-30 Name: Otto-Wagner-Kirche hl. Leopold, Am Steinhof GstNr.: 640/155 Kirche am Steinhof |
| ja    | Datei hochladen | Psychiatrisches Krankenhaus Steinhof, Heil- und Pflegeanstalt der Stadt Wien HERIS-ID: 28547 Objekt-ID: 25138 | Baumgartner Höhe 1, u. a. Standort KG: Hütteldorf                                    | Das frühere psychiatrische Krankenhaus Baumgartner Höhe umfasste den östlichen Teil der ehemaligen Niederösterreichischen Landes-Heil- und Pflegeanstalt für Nerven- und Geisteskranke Am Steinhof (Otto-Wagner-Spital). Das Konzept stammte von Otto Wagner, der aus einem Wettbewerb des Landes Niederösterreich siegreich hervorging; die Ausführung erfolgte 1904–1907 durch das Niederösterreichische Landesbauamt, teilweise nach Plänen seines Leiters Carlo von Boog. Die weitläufige Anlage von 26 Krankenpavillons und Nebengebäuden ist am Südhang des Gallitzinbergs terrassenförmig zu beiden Seiten einer Mittelachse errichtet. Auf der Mittelachse sind hangaufwärts das Verwaltungsgebäude, das einen Vorplatz in Art eines Ehrenhofs U-förmig umschließt, dahinter das hinter einen breiten Rampe und einer Freitreppe errichtete Gesellschaftshaus und Theater (so genanntes „Jugendstiltheater“), oberhalb davon der breit gelagerte Küchenbau und zuoberst die nach Plänen Otto Wagners selbst erbaute Kirche hl. Leopold, die über zwei Treppenrampen entlang der Mittelachse zu erreichen ist, angeordnet. Östlich und westlich der Mittelachse sind auf jeder Terrasse je drei Pavillons über vorwiegend U-förmigen Grundrissen gruppiert, die in Rohziegelbauweise mit Anklängen an das Neo-Biedermeier sowie Rückgriffen auf den Klassizismus gestaltet sind, wobei glatte Flächen und klare Formen dominieren. Einige der Pavillons weisen an der Südseite über ein bis zwei Geschoße reichende Gitterveranden auf. Die mittig angeordneten Eingänge sind durch originale Vordächer geschützt. Gittertüren und Stiegenhausgitter sind in secessionistischen Formen ausgeführt. Anmerkung: Teil des nunmehr Otto-Wagner-Areal genannten Gebäudekomplexes | BDA-Hist.: Q37920658 Status: § 2a Stand der BDA-Liste: 2025-06-30 Name: Psychiatrisches Krankenhaus Steinhof, Heil- und Pflegeanstalt der Stadt Wien GstNr.: 640/155, 640/159, 640/130, 640/149, 640/129, 640/131, 640/132, 640/133, 640/134, 640/135, 640/136, 640/137, 640/138, 640/139, 640/140, 640/141, 640/142, 640/144, 640/146, 640/147, 640/151, 640/152, 640/153, 640/154, 640/157, 640/158, 640/145, 640/156, 640/160, 640/148, 640/143, 640/16, 640/163 Otto-Wagner-Spital |
| ja    | Datei hochladen | sog. „Ruinenvilla“; ehem. Orangerie u. Gärtnerwohnung HERIS-ID: 28754 Objekt-ID: 25357 | Dehnegasse 15 Standort KG: Hütteldorf                                                | Die „Ruinenvilla“ sind die Reste einer Villa im Dehnepark, die im späten 18. Jahrhundert für den damaligen Landschaftspark als künstliche neugotische Ruine erbaut und im Auftrag von Willi Forst zu einer Villa umgebaut wurde. | BDA-Hist.: Q37921667 Status: Bescheid Stand der BDA-Liste: 2025-06-30 Name: sog. „Ruinenvilla“; ehem. Orangerie u. Gärtnerwohnung GstNr.: 189/1 Ruinenvilla Dehnepark |
| ja    | Datei hochladen | Steinhofmauer HERIS-ID: 56753 Objekt-ID: 66318seit 2012 | Heschweg Standort KG: Hütteldorf                                                     | Die entlang des Heschwegs verlaufende Mauer umgibt die Steinhofgründe, die sich nördlich des Otto-Wagner-Spitals (früher Psychiatrisches Krankenhaus Baumgartner Höhe und Pulmologisches Zentrum) erstrecken, und wurde wie die ganze Anlage 1904–1907 errichtet. | BDA-Hist.: Q38073407 Status: Bescheid Stand der BDA-Liste: 2025-06-30 Name: Steinhofmauer GstNr.: 640/10, 640/14, 640/80, 640/96 Steinhofmauer |
| ja    | Datei hochladen | Otto Wagner-Villa / Ernst Fuchs Museum HERIS-ID: 28732 Objekt-ID: 25333 | Hüttelbergstraße 26 Standort KG: Hütteldorf                                          | Relativ kurz nebeneinander baute Otto Wagner in der Hüttelbergstraße zwei Villen. Die ältere ist als Wagner-Villa I bekannt und wurde von 1886 bis 1888 errichtet. Sie ist noch in einem „freien“ Neorenaissancestil gehalten, der für das frühere Werk Wagners charakteristisch ist. Die Symmetrie wird streng eingehalten, die Villa besteht aus einem quadratischen Mittelbau mit ionischen Säulen, der von zwei Seitentrakten flankiert wird. Der linke dieser Seitenflügel wurde um 1900 umgestaltet, die farbig gestalteten Glasfenster, die Herbstlandschaften im Wienerwald darstellen, stammen von Adolf Boehm. 1972 wurde die Villa von Ernst Fuchs erworben, war sein Wohnhaus und dient noch als Museum für seine Werke. | BDA-Hist.: Q2525879 Status: Bescheid Stand der BDA-Liste: 2025-06-30 Name: Otto Wagner-Villa/ Ernst Fuchs Museum GstNr.: 825/2, 825/3, 825/4 Villa Wagner I |
| ja    | Datei hochladen | Villa HERIS-ID: 28710 Objekt-ID: 25311 | Hüttelbergstraße 28 Standort KG: Hütteldorf                                          | Die zweite Villa (Wagner-Villa II) wurde 1912/13 auf dem Nachbargrundstück der ersten Villa gebaut, die Entwürfe gehen aber bis ins Jahr 1905 zurück. Die stilistische Weiterentwicklung Wagners ist deutlich sichtbar, als Stahlbetonkonstruktion ist die Villa auch bautechnisch auf dem damals modernsten Stand. Sie ist ein kubischer Bau mit hochrechteckigen Öffnungen und einem eingezogenen Kranzgesims. Der aus blauen Glasstreifen und Aluminiumnägeln bestehende Dekor ist stilistisch eigenständig und sparsam eingesetzt. Die Glasfenster und das Glasmosaik über dem Eingangsportal (Perseus mit dem Medusenhaupt) stammen von Koloman Moser. | BDA-Hist.: Q2525881 Status: Bescheid Stand der BDA-Liste: 2025-06-30 Name: Villa GstNr.: 764/6 Villa Wagner II |
| ja    | Datei hochladen | Brunnstube u. Betriebsbauwerk d. Albertinischen Wasserleitung HERIS-ID: 12960 Objekt-ID: 9126 | Hüttelbergstraße 28, neben Standort KG: Hütteldorf                                   | Die Albertinische Wasserleitung wurde 1804/05 erbaut und war eine Stiftung von Herzog Albert von Sachsen-Teschen. Sie war die erste Quellwasserleitung, die zur Versorgung der Bevölkerung in der Stadt und einiger Vorstädte diente. | BDA-Hist.: Q55190504 Status: Bescheid Stand der BDA-Liste: 2025-06-30 Name: Brunnstube u. Betriebsbauwerk d. Albertinischen Wasserleitung GstNr.: 764/2, 764/9 Well house Albertinische Wasserleitung |
| ja    | Datei hochladen | Bahnhof Hütteldorf, nördliches Aufnahmsgebäude HERIS-ID: 28636 Objekt-ID: 25231 | Keißlergasse 5 Standort KG: Hütteldorf                                               | Dieses Stationsgebäude des Bahnhofs Hütteldorf wurde im Zuge des Baues der Wiener Stadtbahn (siehe hier) 1898 von Otto Wagner gestaltet. In der KG Hütteldorf liegt das nördliche der beiden Aufnahmsgebäude. Anmerkung: Der südliche Teil des Bahnhofs (die ehemalige Stadtbahnstation Hütteldorf-Hacking) liegt bereits in der KG Hacking und ist gemeinsam mit der dortigen Streckenführung geschützt (siehe unter Hietzing) | BDA-Hist.: Q106863894 Status: Bescheid Stand der BDA-Liste: 2025-06-30 Name: Bahnhof Hütteldorf GstNr.: 485/1 Northern station building Hütteldorf |
| ja    | Datei hochladen | Villa Vojcsik HERIS-ID: 28634 Objekt-ID: 25229 | Linzer Straße 375 Standort KG: Hütteldorf                                            | Der Bau wurde 1902 von Otto Schönthal errichtet und wird dem Secessionsstil zugeordnet. Er besteht aus einem erhöhten Mittelteil mit Baldachindach und zwei Seitenteile, die an die Häuserzeile angebunden sind. Ein auffälliges Element sind die Halbkreisbögen über Öffnungen an den Seitentrakten. | BDA-Hist.: Q37921079 Status: Bescheid Stand der BDA-Liste: 2025-06-30 Name: Villa Vojcsik GstNr.: 68 Villa Vojcsik |
| ja    | Datei hochladen | Fuhrmannhaus HERIS-ID: 28633 Objekt-ID: 25228 | Linzer Straße 404, 406 Standort KG: Hütteldorf                                       | Das Fuhrmannhaus stammt aus dem 17. Jahrhundert und ist im Wesentlichen in seiner ursprünglichen Form erhalten. Ein schmiedeeisernes Stiegengeländer mit einem Türkenkopf ist mit 1681 bezeichnet. | BDA-Hist.: Q37921065 Status: Bescheid Stand der BDA-Liste: 2025-06-30 Name: Fuhrmannhaus GstNr.: 231 Fuhrmannhaus |
| ja    | Datei hochladen | Kindergarten HERIS-ID: 28624 Objekt-ID: 25219 | Linzer Straße 417 Standort KG: Hütteldorf                                            | Der zweigeschoßige leicht geknickte Bau mit Walmdach entstand im ersten Viertel des 19. Jahrhunderts. | BDA-Hist.: Q37920988 Status: § 2a Stand der BDA-Liste: 2025-06-30 Name: Kindergarten GstNr.: 445 |
| ja    | Datei hochladen | Schule HERIS-ID: 28625 Objekt-ID: 25220 | Linzer Straße 419 Standort KG: Hütteldorf                                            | Der klinkerverkleidete Baublock mit markantem übergiebelten Mittelrisalit wurde 1893/94 durch Georg Löwitsch errichtet. | BDA-Hist.: Q37921001 Status: § 2a Stand der BDA-Liste: 2025-06-30 Name: Schule GstNr.: 444/1 Volksschule Hütteldorf |
| ja    | Datei hochladen | Flur-/Wegkapelle hl. Johannes Nepomuk HERIS-ID: 28658 Objekt-ID: 25253 | bei Linzer Straße 421 Standort KG: Hütteldorf                                        | Die kleine Rechteckkapelle mit Pilastergliederung und Rundbogentüre steht an der Brücke über den Halterbach und beherbergt eine Figur des heiligen Johannes Nepomuk aus dem dritten Viertel des 19. Jahrhunderts. | BDA-Hist.: Q37921203 Status: § 2a Stand der BDA-Liste: 2025-06-30 Name: Flur-/Wegkapelle hl. Johannes Nepomuk GstNr.: 433/4 |
| ja    | Datei hochladen | Pfarrhof HERIS-ID: 28626 Objekt-ID: 25221 | Linzer Straße 422 Standort KG: Hütteldorf                                            | Der Pfarrhof befindet sich in einem ehemaligen Gutshof aus der zweiten Hälfte des 18. Jahrhunderts. Das zweigeschoßige Gebäude ist auf einem hakenförmigen Grundriss errichtet und mit einem hohen Walmdach gedeckt. | BDA-Hist.: Q37921015 Status: § 2a Stand der BDA-Liste: 2025-06-30 Name: Pfarrhof GstNr.: 264/1 |
| ja    | Datei hochladen | Pestsäule HERIS-ID: 28664 Objekt-ID: 25259 | bei Linzer Straße 422 Standort KG: Hütteldorf                                        | Auf einem Vierkantsockel erhebt sich eine schlanke Säule mit ionischen Kapitell, auf der eine Skulptur der Dreifaltigkeit in Form eines Gnadenstuhls ruht. | BDA-Hist.: Q37921267 Status: § 2a Stand der BDA-Liste: 2025-06-30 Name: Pestsäule GstNr.: 263/7 Plague column, Hütteldorf |
| ja    | Datei hochladen | Hütteldorfer Pfarrkirche hl. Andreas HERIS-ID: 28744 Objekt-ID: 25347 | Linzer Straße 424 Standort KG: Hütteldorf                                            | Die 1881/82 durch Richard Jordan erbaute neugotische Kirche ersetzte die 1887 abgetragene frühere gotische Pfarrkirche; sie steht an der Stelle des Wirtschaftshofs der alten Kirche. An das mit einem steilen Satteldach versehene Langhaus schließen in gleicher Firsthöhe das Querschiff und der Chor an. Der Südseite ist der Fassadenturm mit vierzonigem Aufbau, Fialenbekrönung und Spitzhelm vorgestellt, der von einem polygonalen Türmchen flankiert wird. In Höhe des zweiten Turmgeschoßes befindet sich auf einer Halbsäule eine Figur des hl. Andreas unter einem Baldachin. Die Seitenfronten sind durch Spitzbogenfenster, Strebepfeiler und leicht vortretende Querhausfassaden mit jeweils einem großen Maßwerkfenster gegliedert. | BDA-Hist.: Q1652547 Status: § 2a Stand der BDA-Liste: 2025-06-30 Name: Hütteldorfer Pfarrkirche hl. Andreas GstNr.: 264/2 Hütteldorfer Pfarrkirche |
| ja    | Datei hochladen | Miller-Aichholz-Schlössl / Europahaus HERIS-ID: 28630 Objekt-ID: 25225 | Linzer Straße 429 Standort KG: Hütteldorf                                            | Das Schlösschen wurde im zweiten Viertel bis zur Mitte des 18. Jahrhunderts für Baron Johann Georg Freiherr von Grechtler errichtet, stand von 1894–1938 im Besitz der Familie Miller von Aichholz, diente als Erholungsstätte für deutsche Polizeibeamte und in weiterer Folge dem Stab und dem Generalsekretariat des Französischen Hochkommissars. | BDA-Hist.: Q1935447 Status: § 2a Stand der BDA-Liste: 2025-06-30 Name: Miller-Aichholz-Schlössl / Europahaus GstNr.: 421, 419/2, 418 Miller-von-Aichholz-Schlössel |
| ja BW | Datei hochladen | Villa Windischgrätz HERIS-ID: 28628 Objekt-ID: 25223 | Linzer Straße 452 Standort KG: Hütteldorf                                            | Die im ersten Viertel des 19. Jahrhunderts errichtete dreigeschoßige Biedermeiervilla hat zur Straße einen weit vortretenden übergiebelten Mittelrisalit, während die Gartenfassade einen flachen pilastergegliederten Mittelrisalit mit Frontispiz (im Feld Relief Venus und Adonis) sowie eine Altane auf hohen toskanischen Säulen aufweist. Zwei Räume im Erdgeschoß tragen Empiredeckenstuck; teilweise sind originale Fenster, Türen und Kamine sowie Luster vorhanden. 1925 wurde die Villa von Elisabeth Windisch-Grätz, der roten Erzherzogin, erworben. | BDA-Hist.: Q37921042 Status: Bescheid Stand der BDA-Liste: 2025-06-30 Name: Villa Windischgrätz GstNr.: 356/10 |
| ja    | Datei hochladen | Wohnhaus, ehem. Rekonvaleszentenhaus der Barmherzigen Brüder samt unterem Parkteil HERIS-ID: 28627 Objekt-ID: 25222 | Linzer Straße 466 Standort KG: Hütteldorf                                            | In der zweiten Hälfte des 18. Jahrhunderts entstanden, wurde das Gebäude im zweiten Viertel des 19. Jahrhunderts durch Alois Pichl umgebaut und vereinheitlicht. 1875 erfolgte ein weiterer Umbau, 1895/96 wurde der Hofflügel verlängert. Der langgestreckte straßenseitige Trakt der zweigeschoßigen U-förmigen Anlage ist mit dreigeschoßigen Eckrisaliten ausgeführt; der Mittelrisalit trägt eine abgetreppte Attika, auf dem Dach sitzt ein hölzerner Dachreiter. An der Fassade der ehemaligen Kapelle befinden sich Reliefbüsten von Cicero und Seneca. | BDA-Hist.: Q37921027 Status: Bescheid Stand der BDA-Liste: 2025-06-30 Name: Wohnhaus, ehem. Rekonvaleszentenhaus der Barmherzigen Brüder samt unterem Parkteil GstNr.: 366, 368/3 |
| ja    | Datei hochladen | Wohnhaus HERIS-ID: 28562 Objekt-ID: 25153 | Linzer Straße 468 Standort KG: Hütteldorf                                            | Zweigeschoßiges frühhistoristisches Vorstadtwohnhaus | BDA-Hist.: Q37920748 Status: Bescheid Stand der BDA-Liste: 2025-06-30 Name: Wohnhaus GstNr.: 373 |
| ja    | Datei hochladen | Linienkapelle HERIS-ID: 28741 Objekt-ID: 25344 Wien Kulturgut: 45087 | bei Linzer Straße 508 Standort KG: Hütteldorf                                        | Die ehemalige Linienkapelle zur Schmerzhaften Muttergottes wurde 1897 nach Plänen von Franz von Neumann als Ersatz für die abgerissene barocke Mariahilfer Linienkapelle erbaut. Für den kleinen schlichten Bau in barockisierenden Formen mit Giebelfassade, Dachreiter mit Zwiebelhelm und Apsis wurden vermutlich Teile der Mariahilfer Kapelle verwendet. Im geschweiften Giebel befindet sich ein Tafelbild Maria-Hilf aus dem vierten Viertel des 18. Jahrhunderts. Die Holztüre trägt Schmiedeeisenbeschläge und -gitter aus Blütenranken. | BDA-Hist.: Q37921587 Status: § 2a Stand der BDA-Liste: 2025-06-30 Name: Linienkapelle GstNr.: 781/7 Linienkapelle Hütteldorf |
| ja    | Datei hochladen | Figur hl. Ludwig HERIS-ID: 30092 Objekt-ID: 26821 | Samptwandnergasse 6 Standort KG: Hütteldorf                                          | Es handelt sich um eine der Figuren der Hundsturmer Kapelle, die 1896 transferiert wurden. Die Inschrift lautet ST. LUDOWICUS. | BDA-Hist.: Q37930328 Status: § 2a Stand der BDA-Liste: 2025-06-30 Name: Figur hl. Ludwig GstNr.: 781/79 |
| ja    | Datei hochladen | Pulmologisches Zentrum, Otto Wagner-Spital HERIS-ID: 28550 Objekt-ID: 25141 | Sanatoriumstraße 2 Standort KG: Hütteldorf                                           | Das frühere Pulmologische Zentrum umfasste den ursprünglich als Sanatorium für begüterte Kranke konzipierten westlichen Teil der ehemaligen Niederösterreichischen Landes-Heil- und Pflegeanstalt für Nerven- und Geisteskranke Am Steinhof (Otto-Wagner-Spital). Das Konzept stammte von Otto Wagner, die Ausführung erfolgte 1904–1907 durch das Niederösterreichische Landesbauamt (Leiter: Carlo von Boog). Entlang der Mittelachse, auf der auf einer Anhöhe das Kurhaus mit Festsaal und Hallenbad und oberhalb davon das Küchengebäude angeordnet sind, sind auf vier Terrassen zehn Pavillons symmetrisch gruppiert; lediglich das Verwaltungsgebäude ist Richtung Osten aus der Achse gerückt. Die Pavillons sind in Grundriss und Gliederung ähnlich denen des Psychiatrischen Krankenhauses, aber wie die Hauptgebäude mit Putzfassaden und Fliesenapplikationen ausgeführt; an den Südseiten sind Gitterveranden angeordnet. Anmerkung: Teil des nunmehr Otto-Wagner-Areal genannten Gebäudekomplexes | BDA-Hist.: Q125256297 Status: § 2a Stand der BDA-Liste: 2025-06-30 Name: Pulmologisches Zentrum, Otto Wagner-Spital GstNr.: 640/12, 640/16, 640/163 Pulmologisches Zentrum, Otto-Wagner-Spital |
| ja    | Datei hochladen | Kath. Pfarrkirche Maria Mutter der Gnade, Kordonkirche HERIS-ID: 28672seit 2024 | Wegerichgasse 31 Standort KG: Hütteldorf                                             | Der in Hanglage freistehende Bau mit dominantem, auf zwei Seiten verglastem Pyramidenaufsatz wurde 1971–1974 von Ladislaus Hruska errichtet. Ornamentfenster und Türreliefs stammen von Heinrich Tahedl, das Holzkreuz mit Bronzkorpus neben dem Altar von Yrsa von Leistner. | BDA-Hist.: Q1784294 Status: Bescheid Stand der BDA-Liste: 2025-06-30 Name: Kath. Pfarrkirche Maria Mutter der Gnade, Kordonkirche GstNr.: 813, 1129 Kordonkirche, Vienna |
| ja    | Datei hochladen | ehem. Stadtbahn – Teilbereich der heutigen U4 HERIS-ID: 111247 Objekt-ID: 129039 | bei U-Bahn Station Hütteldorf Standort KG: Hütteldorf                                | Die Stadtbahn wurde ab 1892 im Zuge der Regulierung von Donaukanal und Wienfluss geplant, ästhetischer Beirat war seit 1894 Otto Wagner. Er plante mit seinen Mitarbeitern Unterbau, Hochbauten (Stützmauern, Brücken, Tunnelportale, Viadukte, Stationen) und Details (Geländer, Gitter, Tore, Möbel, Beleuchtungsköper etc.) aller Stadtbahnlinien. Es entstanden nach sechs Jahren Bauzeit etwa vierzig Bahnkilometer mit 36 Stationen im Stil des Späthistorismus mit Jugendstilelementen. Von 1969 bis 1989 wurde das System modernisiert und schrittweise in das U-Bahn-Netz integriert. Die Wientallinie hat in der KG Hütteldorf einige Gleise im Bereich des Bahnhofs. Anmerkung: Die U-Bahn-Station selbst gehört zur KG Hacking und ist auch dort geschützt. | BDA-Hist.: Q37822880 Status: Bescheid Stand der BDA-Liste: 2025-06-30 Name: ehem. Stadtbahn – Teilbereich der heutigen U4 GstNr.: 929/3, 929/4, 929/5, 929/6, 929/7, 934 Vienna Stadtbahn architecture |
| ja    | Datei hochladen | Wientalverbauung HERIS-ID: 111781 Objekt-ID: 129791seit 2016 | Standort KG: Hütteldorf                                                              | siehe KG Auhof | BDA-Hist.: Q37826667 Status: Bescheid Stand der BDA-Liste: 2025-06-30 Name: Wientalverbauung GstNr.: 877/1, 877/5, 886/1, 886/7 |
| ja    | Datei hochladen | Anlage Kath. Filialkirche Vier Heilige Evangelisten mit Seelsorgezentrum – Oberbaumgarten HERIS-ID: 29050 Objekt-ID: 25673 | Hütteldorfer Straße 282 Standort KG: Oberbaumgarten                                  | Die römisch-katholische Pfarrkirche zu den vier Heiligen Evangelisten wurde 1963–1965 von Johann Georg Gsteu errichtet. Der Stahlbetonkonstruktion liegt bis ins Detail die Form des Würfels zugrunde. | BDA-Hist.: Q2009157 Status: Bescheid Stand der BDA-Liste: 2025-06-30 Name: Anlage Kath. Filialkirche Vier Heilige Evangelisten mit Seelsorgezentrum – Oberbaumgarten GstNr.: 138/5, 139/2, 138/4, 139/3, 140/5, 141/1, 141/3 Oberbaumgartner Pfarrkirche |
| ja    | Datei hochladen | Ehem. Doppelhauptschule HERIS-ID: 112056seit 2024 | Kinkplatz 21 Standort KG: Oberbaumgarten, Unterbaumgarten                            | Der Stahlbetonbau mit durchgehender Glasverkleidung, von dem zwei keilförmige Baukörper für Eingangs- und die Turnhalle weggehen, wurde 1994 nach Plänen von Helmut Richter erbaut. Einsparungsmaßnahmen bei der Bauausführung resultierten allerdings in Baumängeln, weswegen der Schulbetrieb 2019 aufgegeben wurde. | BDA-Hist.: Q65553449 Status: Bescheid Stand der BDA-Liste: 2025-06-30 Name: Ehem. Doppelhauptschule GstNr.: 119/2, 155/1 Ehemalige Informatikmittelschule Kinkplatz |
| ja    | Datei hochladen | Schule der Stadt Wien HERIS-ID: 28335 Objekt-ID: 24897 | Linzer Straße 293, 295 Standort KG: Oberbaumgarten                                   | 1913/14 entstand die Schule auf dem Areal des ehemaligen Baumgartner Schlosses nach Plänen von Matthäus Bodal. Der große Block ist in Formen der Wiener Werkstätte mit Anklängen an den Heimatstil ausgeführt; der Bau ist durch Risalite, Giebel, Vorsprünge, Dächer und einen turmartigen Eckrisalit gegliedert. Im Obergeschoß sind drei Reliefplatten in Formen der Wiener Werkstätte eingelassen. Auf dem Dach sitzt ein Dachreiter mit Uhr. In die umgebende Umfriedungsmauer ist ein polygonales Pförtnerhäuschen integriert. Anmerkung: Identanschrift Hochsatzengasse 22–24 | BDA-Hist.: Q37919413 Status: § 2a Stand der BDA-Liste: 2025-06-30 Name: Schule der Stadt Wien GstNr.: 12/8 |
| ja    | Datei hochladen | Ehem. Baumgartner Casino HERIS-ID: 28333 Objekt-ID: 24893 | Linzer Straße 297 Standort KG: Oberbaumgarten                                        | Das ehemalige Baumgartner Casino wurde 1891/92, als die Vororte eingemeindet wurden, errichtet. | BDA-Hist.: Q1047569 Status: Bescheid Stand der BDA-Liste: 2025-06-30 Name: Ehem. Baumgartner Casino GstNr.: 3/2 Baumgartner Casino |
| ja    | Datei hochladen | Kommunaler Wohnbau, Hugo-Breitner-Hof HERIS-ID: 29209 Objekt-ID: 25842 Wiener Wohnen: 174 | Linzer Straße 299-325 Standort KG: Oberbaumgarten                                    | Der Hugo-Breitner-Hof wurde 1949–1956 von Erwin Fabrici, Georg Lippert, Fritz Purr und Paul Widmann errichtet, erste Pläne gehen aber bis ins Jahr 1939 zurück. Er ist eine große Anlage mit ausgedehnten Grünflächen und teilweise originalem Baumbestand. Die Fassaden sind dem Zeitgeschmack entsprechend schlicht, Akzente setzen Erker, Rundbogengänge und Geschäftsarkaden. Auch gibt es zahlreiche Fassadenreliefs, Mosaike und Plastiken. Anmerkung: Weitläufiges Areal mit zahlreichen Identadressen | BDA-Hist.: Q1634894 Status: § 2a Stand der BDA-Liste: 2025-06-30 Name: Wohnhausanlage der Gemeinde Wien, Hugo-Breitner-Hof GstNr.: 192/5, 192/6, 192/20, 192/21, 192/22, 192/24, 200/1, 200/2, 200/11, 200/12, 200/13, 200/14, 200/24 Hugo-Breitner-Hof |
| ja    | Datei hochladen | Wienflussregulierung und -verbauung von Wien I. bis Wien XIV. (samt Brücken, Geländern und sonstigen baulichen Bestandteilen) – unter Ausnahme aller jener Bauteile und Zutaten deren Errichtungszeitpunkt in die Zeit nach 1918 fällt HERIS-ID: 110638 Objekt-ID: 128352 | Standort KG: Oberbaumgarten                                                          | siehe KG Auhof | BDA-Hist.: Q64026644 Status: § 2a Stand der BDA-Liste: 2025-06-30 Name: Anlage Wienflussregulierung und -verbauung (samt Brücken, Geländern und sonstigen baulichen Bestandteilen) – unter Ausnahme aller jener Bauteile und Zutaten deren Errichtungszeitpunkt in die Zeit nach 1918 fällt GstNr.: 54/10, 57/2, 52/2, 54/1, 54/11, 42/7, 55/1, 899/1, 922, 886/1, 886/7, 877/5, 877/1, 258/1, 256/1, 1662/1, 801/1, 801/19, 1, 2, 3, 64/2, 65, 332/1, 333/1, 332/2, 331/1, 148/62, 144/2, 202/5, 202/8, 420/2, 327/5, 420/3, 327/3, 422, 404/1, 409/2, .975, 420/1, 420/9, 421, 1568, 1511, 1571, 1510, 1511, 1568, 118/1, 118/5, 179, 118/6, 118/7, 1948, 1899/1, 1899/7, 1899/8, 1899/9, 1899/11, 1899/12, 1899/13, 1899/14, 2998/35, 2998/37, 1740/3, 1634/2, 1635, 381/4, 1632, 1788/16, 1617/5, 1788/2, 1788/11, 1620/3, 1586/2, 1620/1, 1620/2, 1620/6, 1620/7, 1653/12, 1586/5, 1653/14, 1653/13, 272/1, 1653/15, 1595/9, 1595/12, 1703/70, 1703/72, 1703/74, 1703/56, 1703/75, 1749, 1703/71, 1703/73, 1758, 1759 |
| ja    | Datei hochladen | Wientalverbauung HERIS-ID: 111782 Objekt-ID: 129792seit 2016 | Standort KG: Oberbaumgarten                                                          | siehe KG Auhof | BDA-Hist.: Q37826677 Status: Bescheid Stand der BDA-Liste: 2025-06-30 Name: Wientalverbauung GstNr.: 258/1 |
| ja    | Datei hochladen | St. Veiter Brücke HERIS-ID: 80418 Objekt-ID: 94156 | St. Veiter Brücke 1312 Standort KG: Oberbaumgarten                                   | Die Brücke wurde 1898 vermutlich nach einem Entwurf von Friedrich Ohmann und Josef Hackhofer erbaut. Dabei wurden die verkürzten Tragwerke der Kaiser-Franz-Josephs-Brücke verwendet. Anmerkung: Die St. Veiter Brücke verbindet die Bezirke Penzing und Hietzing über den Wienfluss. | BDA-Hist.: Q64026642 Status: § 2a Stand der BDA-Liste: 2025-06-30 Name: St. Veiter Brücke GstNr.: 258/1 St. Veiter Brücke |
| ja    | Datei hochladen | Preindlsteg über den Wienfluß und U4 HERIS-ID: 80441 Objekt-ID: 94182 | Preindlsteg 1311 Standort KG: Oberbaumgarten                                         | Der Steg – bestehend aus einem Stahlfachwerk, das auf beiden Seiten über zweiläufige Treppenanlagen mit Granitpylonen zu betreten ist – wurde 1910/11 im Zuge des Baus der II. Wiener Hochquellenwasserleitung errichtet. Anmerkung: Der Preindlsteg verbindet die Bezirke Penzing und Hietzing über den Wienfluss. | BDA-Hist.: Q64026643 Status: § 2a Stand der BDA-Liste: 2025-06-30 Name: Preindlsteg über den Wienfluß und U4 GstNr.: 258/1 Preindlsteg |
| ja    | Datei hochladen | Fabriksgebäude HERIS-ID: 110883 Objekt-ID: 128643 | Ameisgasse 30, 32 Standort KG: Penzing                                               | Die GEBE Koch- und Heizapparate Fabrik für Gasherde und Keramikbrenner, auf dem ausgedehnten Fabriksareal zwischen Westbahn, Ameisgasse 30-32 und Linzer Straße 141-143 gelegen, entstand ab 1897 nach den Plänen des Architekten Carl Langhammer und wurde mehrfach, vermutlich 1913 bzw. 1929, erweitert. Denkmalgeschützt ist nur der 90 m lange Haupttrakt in der Ameisgasse 30, entlang der Bahn, aus dem Jahre 1897 samt Kesselhaus und Schlot. Die jüngeren Gebäude wurden ab Ende 2013 abgerissen und werden durch Neubauwohnungen ersetzt, der denkmalgeschützte Teil wird renoviert und ebenfalls in Wohnungen umgewandelt. | BDA-Hist.: Q37821182 Status: Bescheid Stand der BDA-Liste: 2025-06-30 Name: Fabriksgebäude GstNr.: 444/4 GEBE factory Penzing |
| ja    | Datei hochladen | Fußgängerbrücke Badhaus-Steg HERIS-ID: 80414 Objekt-ID: 94150 | Badhaussteg (Verbindung 13., Dommayergasse mit 14., Hadikgasse) Standort KG: Penzing | Der Badhaussteg verbindet die Hietzinger Katastralgemeinden Hietzing und Penzing. Er stammt aus dem Jahr 1898, besteht aus Stahlfachwerk und weist beiderseits doppelläufige Treppenaufgänge auf. | BDA-Hist.: Q64026641 Status: § 2a Stand der BDA-Liste: 2025-06-30 Name: Fußgängerbrücke Badhaus-Steg GstNr.: 801/1, 748/4 Badhaussteg |
| ja    | Datei hochladen | Botschaft der Republik Korea, Palais Zichy HERIS-ID: 28956 Objekt-ID: 25568 | Beckmanngasse 10, 12 Standort KG: Penzing                                            | Das Schlösschen wurde um 1840 im Stil Josef Kornhäusels errichtet und 1892/93 durch Armand Bauqué und Albert Pio umgebaut. Der breit gelagerte zweigeschoßige Bau hat eine schlichte durch Gesimse gegliederte Fassade mit einem mittleren Giebelrisalit und ist durch ein Walmdach gedeckt. Im Giebel des Mittelrisalits befindet sich ein Relief von Musikinstrumenten in Rankenwerk vom Ende des 19. Jahrhunderts. | BDA-Hist.: Q37922642 Status: Bescheid Stand der BDA-Liste: 2025-06-30 Name: Botschaft der Republik Korea, Palais Zichy GstNr.: 305 |
| ja    | Datei hochladen | Kommunaler Wohnbau HERIS-ID: 28954 Objekt-ID: 25566 Wiener Wohnen: 1003 | Cervantesgasse 3 Standort KG: Penzing                                                | Dieser Bau wurde 1928/29 von Clemens Kattner errichtet. Die Fassade des Baus ist mit Putzdekor gegliedert und weist einen hohen Ziergiebel auf. | BDA-Hist.: Q37922614 Status: § 2a Stand der BDA-Liste: 2025-06-30 Name: Kommunaler Wohnbau GstNr.: 628/74 Kommunaler Wohnbau Cervantesgasse 3 |
| ja    | Datei hochladen | Wohnhausanlage der Gemeinde Wien HERIS-ID: 28952 Objekt-ID: 25564 Wiener Wohnen: 999 | Cervantesgasse 9 Standort KG: Penzing                                                | Dieser Wohnbau wurde 1928/29 von Eugen Rudolf Heger errichtet. Er hat eine expressionistische Fassade mit zurückgesetztem Mittelteil und durchlaufenden Stiegenhausfenster. | BDA-Hist.: Q37922600 Status: § 2a Stand der BDA-Liste: 2025-06-30 Name: Wohnhausanlage der Gemeinde Wien GstNr.: 628/50 Kommunaler Wohnbau Cervantesgasse 9 |
| ja    | Datei hochladen | Evang. Pfarrkirche A.B., Kreuzkirche HERIS-ID: 28051 Objekt-ID: 24602 | Cumberlandstraße 48 Standort KG: Penzing                                             | Die in Formen des Art déco mit gotisierenden Elementen gestaltete Kirche wurde 1930/31 von Theophil Niemann erbaut. Das Gebäude ist etwas hinter die Baufluchtlinie zurückgesetzt; die Fassade ist geprägt von einem Mittelrisalit, der durch einen Spitzgiebel mit Kreuzaufsatz und einer Kreuzapplik im Giebel überhöht ist. Im Innenraum tragen mächtige Betonpfeiler die Betonbalken des flach gedeckten quadratischen Saalraums. | BDA-Hist.: Q1788347 Status: § 2a Stand der BDA-Liste: 2025-06-30 Name: Evang. Pfarrkirche A.B., Kreuzkirche GstNr.: 462/3 Kreuzkirche Wien-Penzing |
| ja    | Datei hochladen | Penzinger Pfarrkirche hl. Jakob HERIS-ID: 28057 Objekt-ID: 24608 | Einwanggasse 30 Standort KG: Penzing                                                 | Die gotische Wandpfeilerkirche mit Nordturm und barockisiertem Ostchor ist 1267 erstmals urkundlich erwähnt. Zwischen 1324 und 1336 wurde die Pfarrkirche vergrößert und im 15. Jahrhundert erneut umgebaut. Nach Schäden in den Türkenkriegen wurde die Kirche 1709 wiederhergestellt und 1758/59 durch Mathias Gerl barockisiert und durch Errichtung des Chors erweitert. Das von einem hohen, im Westen abgewalmtem Satteldach gedeckte Langhaus hat eine glatte fensterlose Westfront und an den Ecken schräg angestellte Strebepfeiler. Im Norden erhebt sich seitlich des Chors über quadratischem Grundriss der mächtige Turm mit hohem Zeltdach aus dem 14. Jahrhundert, im Osten ein schmaler Treppenturmanbau. Das ursprünglich vermutlich zweischiffige Langhaus wurde um die Mitte des 15. Jahrhunderts zu einem dreijochigen Saalraum mit Wandpfeilern umgebaut. | BDA-Hist.: Q2316168 Status: § 2a Stand der BDA-Liste: 2025-06-30 Name: Penzinger Pfarrkirche hl. Jakob GstNr.: 155 St.-Jakob-Kirche (Penzing) |
| ja    | Datei hochladen | Bildstock Penzinger Lichtsäule HERIS-ID: 28958 Objekt-ID: 25571 | Einwanggasse 31 Standort KG: Penzing                                                 | Der spätgotische (ca. 1500) oktogonale Tabernakelpfeiler, ursprünglich die Totenleuchte des bei der Kirche angelegten Friedhofs, zeigt in einem von Maßwerk verzierten Erker ein Kreuzigungsrelief. | BDA-Hist.: Q37922658 Status: § 2a Stand der BDA-Liste: 2025-06-30 Name: Bildstock Penzinger Lichtsäule GstNr.: 758 Penzinger Lichtsäule |
| ja    | Datei hochladen | Wohnhausanlage der Gemeinde Wien HERIS-ID: 28935 Objekt-ID: 25547 Wiener Wohnen: 993 | Goldschlagstraße 193-195 Standort KG: Penzing                                        | Dieser Gemeindebau wurde 1925/26 von Heinrich Vana errichtet. Auffällig an diesem Bau ist der stark zurücktretende Mitteltrakt mit Spitzgiebel. | BDA-Hist.: Q37922523 Status: § 2a Stand der BDA-Liste: 2025-06-30 Name: Wohnhausanlage der Gemeinde Wien GstNr.: 603/124 |
| ja    | Datei hochladen | Kommunaler Wohnbau HERIS-ID: 28937 Objekt-ID: 25549 Wiener Wohnen: 1008 | Gründorfgasse 1-3 Standort KG: Penzing                                               | Dieser Bau stammt von Viktor Fenzl aus den Jahren 1928/29. Er ist durch Spitzerkergruppen rhythmisiert, das Sockelgeschoß ist farblich hervorgehoben. | BDA-Hist.: Q37922552 Status: § 2a Stand der BDA-Liste: 2025-06-30 Name: Kommunaler Wohnbau GstNr.: 616/19 Wohnhausanlage Gründorfgasse 1-3 |
| ja    | Datei hochladen | Wohnhausanlage der Gemeinde Wien HERIS-ID: 28936 Objekt-ID: 25548 Wiener Wohnen: 1002 | Gründorfgasse 4 Standort KG: Penzing                                                 | Dieser Bau stammt von Heinrich Ried aus den Jahren 1928/29. Auffällig sind die rhythmisch wechselnden Loggien und Erker, die dem Bau ein eigenwilliges Gepräge geben. | BDA-Hist.: Q37922537 Status: § 2a Stand der BDA-Liste: 2025-06-30 Name: Wohnhausanlage der Gemeinde Wien GstNr.: 623/17 |
| ja    | Datei hochladen | Wohnhaus Richard Wagners HERIS-ID: 28932 Objekt-ID: 25544 | Hadikgasse 72 Standort KG: Penzing                                                   | Die um die Mitte des 19. Jahrhunderts errichtete zweigeschoßige strenghistoristische Villa ist durch einen Knick in der Mittelachse sowie einen weit vortretenden, rundbogig geöffneten Mittelturm gekennzeichnet, der von seichten Risaliten flankiert wird. Eine Gedenktafel mit Reliefbüste erinnert an Richard Wagner, der 1863/64 hier wohnte. | BDA-Hist.: Q37922489 Status: Bescheid Stand der BDA-Liste: 2025-06-30 Name: Wohnhaus Richard Wagners GstNr.: 125, 126 Wagner Villa Wien |
| ja    | Datei hochladen | Wohnhausanlage der Gemeinde Wien HERIS-ID: 28930 Objekt-ID: 25542 Wiener Wohnen: 1021 | Hickelgasse 11 Standort KG: Penzing                                                  | Dieser Bau stammt von Walter Pind aus den Jahren 1930/31. Auffällige Elemente sind die Balkonloggien oberhalb des Einganges und der sich über die ganze Front ziehende Figurenfries. | BDA-Hist.: Q37922466 Status: § 2a Stand der BDA-Liste: 2025-06-30 Name: Wohnhausanlage der Gemeinde Wien GstNr.: 628/52 Hickelgasse 11 |
| ja    | Datei hochladen | Bronzeplastiken auf der Kennedybrücke HERIS-ID: 80870 Objekt-ID: 94625 | Kennedybrücke, westlicher Brückenrand Standort KG: Penzing                           | Das ist die nördliche zweier historischer Plastiken von der 1898–1900 erbauten Vorgängerbrücke, den gekrönten Adler des Kaisertums Österreich darstellend. Dieser Adler hält eine Spitzhacke. Die zweite Figur steht in der KG Hietzing. | BDA-Hist.: Q38174650 Status: § 2a Stand der BDA-Liste: 2025-06-30 Name: Bronzeplastik auf der Kennedybrücke GstNr.: 801/1 Kennedybrücke Adler |
| ja    | Datei hochladen | Wohnhausanlage der Gemeinde Wien HERIS-ID: 28924 Objekt-ID: 25536 Wiener Wohnen: 1027 | Lenneisgasse 4-8 Standort KG: Penzing                                                | Dieser Wohnbau wurde 1952/53 von Norbert Laad, Walter Muchar, Wilfried Poszpisily und Walter Schreier erbaut. Dem unebenen Grundstück wird durch wiederholte Abstufung des Geländes Rechnung getragen. Zur Lenneisgasse hin wird die Fassade durch flache Erker rhythmisiert. Bedeutend ist das monumentale Sgraffitowandbild Bauarbeiter von Hermine Aichenegg, das eines der aufwändigsten der damaligen Zeit darstellt. | BDA-Hist.: Q37922436 Status: § 2a Stand der BDA-Liste: 2025-06-30 Name: Wohnhausanlage der Gemeinde Wien GstNr.: 623/42 Wohnhausanlage Lenneisgasse 4-8 |
| ja    | Datei hochladen | Wohnhausanlage der Gemeinde Wien HERIS-ID: 28921 Objekt-ID: 25532 Wiener Wohnen: 994 | Lenneisgasse 11-13 Standort KG: Penzing                                              | Dieser Bau stammt von Konstantin Peller aus den Jahren 1925/26. Auch hier ist das Gelände sehr uneben, weswegen der Baukörper mehrfach abgestuft und die Hauptfassade mehrfach geschichtet ist. Die Sockelzone mit Geschäftslokalen ist mit Dreiecksgiebeln und regelmäßigem Putzdekor rhythmisiert. | BDA-Hist.: Q37922408 Status: § 2a Stand der BDA-Liste: 2025-06-30 Name: Wohnhausanlage der Gemeinde Wien GstNr.: 612/1 Wohnhausanlage Lenneisgasse 11-13 |
| ja    | Datei hochladen | Wohnhausanlage der Gemeinde Wien, Ferdinand-Blat-Hof HERIS-ID: 28919 Objekt-ID: 25530 Wiener Wohnen: 171 | Linzer Straße 128 Standort KG: Penzing                                               | Dieser nach dem im Bürgerkrieg gefallenen Schutzbündler Ferdinand Blat benannte Hof wurde 1924/25 von Clemens Holzmeister erbaut und ist dessen einziger Beitrag zum kommunalen Wohnbauprogramm. Ein auffälliges Element ist die Fassadengliederung durch Spitzerker. Die Skulpturen in der Anlage, insbesondere der mit Masken versehene Zierbrunnen sind Arbeiten von Wilhelm Frass. | BDA-Hist.: Q37922393 Status: § 2a Stand der BDA-Liste: 2025-06-30 Name: Wohnhausanlage der Gemeinde Wien, Ferdinand-Blat-Hof GstNr.: 602/1 Ferdinand-Blat-Hof |
| ja    | Datei hochladen | Technisches Museum für Industrie und Gewerbe HERIS-ID: 28962 Objekt-ID: 25575 | Mariahilfer Straße 212 Standort KG: Penzing                                          | Das Museumsgebäude wurde von 1909 bis 1913 nach Plänen des Architekten Hans Schneider errichtet und am 6. Mai 1918 als „Technisches Museum für Industrie und Gewerbe“ eröffnet. Der symmetrisch gegliederte Baublock ist eines der ersten repräsentativen Gebäude, die in Österreich aus Stahlbeton errichtet wurden; die Fassade ist freilich in barockisierenden und secessionistischen Formen gestaltet. Die Hauptfassade zur Mariahilfer Straße ist dominiert von einem überhöhten abgerundeten Mittelrisalit mit Walmdach, seichtem Säulenportikus sowie Frontispiz mit seitlichen Figurengruppen (Allegorien des Handwerks und der Technik). Seit einer Umgestaltung in den 1990er Jahren ist auf Niveau des Souterrains der neu gestaltete Eingangsbereich in einer Halle aus dunklem Glas vorgelagert. In der Mittelachse ist der drei Geschoße einnehmende mittlere Hauptsaal angeordnet, der durch ein trapezförmiges Glasdach belichtet wird. Ebenso sind die in den beiden Seitenflügeln gelegenen Säle durch kuppelartige, auf Eisentraversen ruhende Glasdächer gedeckt. | BDA-Hist.: Q372676 Status: § 2a Stand der BDA-Liste: 2025-06-30 Name: Technisches Museum für Industrie und Gewerbe GstNr.: 637/4 Technisches Museum Wien - Building |
| ja    | Datei hochladen | Schule HERIS-ID: 28918 Objekt-ID: 25529 | Märzstraße 178, 180 Standort KG: Penzing                                             | Das Schulgebäude wurde 1911/12 durch Matthäus Bodal jun. als monumentaler Baublock mit Seitenrisaliten und einem Mansardengeschoß mit Giebeln erbaut. Eine mächtige dreibogige Portalanlage führt in eine seichte Vorhalle; in den Keilsteinen sind Putten eingearbeitet. Die Torgitter tragen Bronzereliefs mit Schulszenen. | BDA-Hist.: Q37922376 Status: § 2a Stand der BDA-Liste: 2025-06-30 Name: Schule GstNr.: 606/99 Volksschule Märzstraße |
| ja    | Datei hochladen | Wohnhausanlage der Gemeinde Wien HERIS-ID: 28917 Objekt-ID: 25528 Wiener Wohnen: 995 | Meiselstraße 67-69 Standort KG: Penzing                                              | Der Bau wurde 1925/26 von Eugen Rudolf Heger, Anton Drexler und Rudolf Sowa errichtet. Er ist ein drei Höfe umfassender Block auf einem unebenen Gelände. Der mittlere Teil ist von der Baulinie zurückgesetzt und leicht erhöht, die Fassade wird durch Spitzerker und unregelmäßige Rücksprünge an den Ecken gegliedert. | BDA-Hist.: Q37922362 Status: § 2a Stand der BDA-Liste: 2025-06-30 Name: Wohnhausanlage der Gemeinde Wien GstNr.: 628/102, 628/1 |
| ja    | Datei hochladen | Kommunaler Wohnbau HERIS-ID: 28915 Objekt-ID: 25526 Wiener Wohnen: 1001 | Meiselstraße 73 Standort KG: Penzing                                                 | Dieser Bau wurde 1928 von Theodor Schöll errichtet. Der Mittelteil ist erkerartig hervorgehoben, seine Fenster sind durch Gesimse und Putzquadersteinrahmungen bandartig zusammengefasst. | BDA-Hist.: Q37922341 Status: § 2a Stand der BDA-Liste: 2025-06-30 Name: Kommunaler Wohnbau GstNr.: 623/15 |
| ja    | Datei hochladen | Kommunaler Wohnbau HERIS-ID: 28916 Objekt-ID: 25527 Wiener Wohnen: 998 | Meiselstraße 76 Standort KG: Penzing                                                 | Dieser Bau wurde 1928 von Josef Beer errichtet. Er ist eine schmale Lückenverbauung, dessen auffälligstes Element die polygonalen Balkone sind. | BDA-Hist.: Q37922352 Status: § 2a Stand der BDA-Liste: 2025-06-30 Name: Kommunaler Wohnbau GstNr.: 624/5 |
| ja    | Datei hochladen | Ehem. Palais Cumberland, Max-Reinhardt-Seminar, Universität für Musik und Darstellende Kunst HERIS-ID: 28901 Objekt-ID: 25510 | Penzinger Straße 9 Standort KG: Penzing                                              | Das Palais entstand aus zwei barocken Palais, die Hofbaudirektor Emanuel Teles de Silva in der zweiten Hälfte des 18. Jahrhunderts errichtet hatte. 1868 ließ der ehemalige König von Hannover Georg V., 2. Herzog von Cumberland, die Schlösschen sowie das angrenzende kaiserliche Jägerhaus zu einer historistischen Schlossanlage umgestalten. Das Gebäude ist durch über die Traufe hochgezogene Mittelrisalite akzentuiert, die Fassade durch Kordongesimse gegliedert. Der Hof ist durch die Seitenflügel zu einem Ehrenhof gestaltet, dessen Fassaden rundbogige Fenster bzw. rundbogige Fensterverdachungen aufweisen; der Eingang ist als Säulenportikus ausgeführt. – Der östliche Teil beherbergt heute das Max-Reinhardt-Seminar, der westliche die Botschaft der Tschechischen Republik. | BDA-Hist.: Q1723218 Status: Bescheid Stand der BDA-Liste: 2025-06-30 Name: Ehem. Palais Cumberland, Max-Reinhardt-Seminar, Universität für Musik und Darstellende Kunst GstNr.: 1/1, 1/2, 1/5, 2/1, 2/3, 2/4, 2/5, 7/1, 10/1, 10/2, 11, 743/2, 743/3 Palais Cumberland |
| ja    | Datei hochladen | Wohnhausanlage der Gemeinde Wien HERIS-ID: 28903 Objekt-ID: 25512 Wiener Wohnen: 992 | Penzinger Straße 33-37 Standort KG: Penzing                                          | Dieser Bau wurde 1924/25 von Siegfried Theiss und Hans Jaksch errichtet. Er weist Figuren von Anton Endstorfer, Andreas Oppitz und vor allem Oskar Thiede auf, von letzterem stammt die monumentale Figur Der Schmied an der Front zur Penzinger Straße. Ein außergewöhnliches Element sind auch die kreisförmigen Putzornamente. | BDA-Hist.: Q37922275 Status: § 2a Stand der BDA-Liste: 2025-06-30 Name: Wohnhausanlage der Gemeinde Wien GstNr.: 38 Wohnhausanlage Penzinger Straße 33–37 |
| ja    | Datei hochladen | Bürgerhaus, Töpfelhaus HERIS-ID: 28904 Objekt-ID: 25513 | Penzinger Straße 34 Standort KG: Penzing                                             | Das im zweiten Viertel des 18. Jahrhunderts erbaute barocke Bürgerhaus stand Mitte des 19. Jahrhunderts im Eigentum des Penzinger Bürgermeisters Alexander Matthias Töpfel. Das zweigeschoßige Gebäude hat eine reich gestaltete Fassade, das Korbbogenportal ist in einen seichten Mittelrisalit eingelassen und trägt Vasenaufsätze; im Sturzfeld des darüber gelegenen Mittelfensters befindet sich eine Reliefbüste. Oberhalb ist im Dachbereich ein von Voluten eingerahmtes Dachhäuschen angeordnet. | BDA-Hist.: Q37922288 Status: Bescheid Stand der BDA-Liste: 2025-06-30 Name: Bürgerhaus, Töpfelhaus GstNr.: 259 Töpfelhaus |
| ja    | Datei hochladen | Miethaus HERIS-ID: 28842 Objekt-ID: 25447 | Penzinger Straße 40 Standort KG: Penzing                                             | Das secessionistische Miethaus wurde 1901 von Karl Fischl erbaut. Ein markanter, von einem Balkon überhöhter Erker sowie Fensterumrahmungen und Putzfelder, die über die Geschoße reichen, betonen die Senkrechte. Die Dachtraufe kragt weit vor und ist durch ein Gitter abgeschlossen. Die Fassade ist mit Fliesen und Metallbeschlägen dekoriert. Auch das repräsentative Vestibül und das Stiegenhaus sind in Formen des Jugendstils gestaltet. | BDA-Hist.: Q37921902 Status: Bescheid Stand der BDA-Liste: 2025-06-30 Name: Miethaus GstNr.: 252 Wohnhaus Penzinger Straße 40 |
| ja    | Datei hochladen | Bürgerhaus, Coithsches Haus HERIS-ID: 28846 Objekt-ID: 25451 | Penzinger Straße 46 Standort KG: Penzing                                             | Das Bürgerhaus (benannt nach dem Besitzer 1789–1815 Johann Daniel Coith) entstand um 1780/90. Der zweigeschoßige Straßentrakt hat einen dreiachsigen Mittelrisalit, in dem das Stichbogenportal und darüber auf Konsolen liegend ein Schmiedeeisenbalkon mit den Initialen JDC angeordnet sind. Durch einen schmalen Seitenflügel ist der Straßentrakt mit einem barocken Gartenpalais verbunden. | BDA-Hist.: Q37921926 Status: Bescheid Stand der BDA-Liste: 2025-06-30 Name: Bürgerhaus, Coithsches Haus GstNr.: 242 Coithsches Haus |
| ja BW | Datei hochladen | Miethaus, sog. Polsterhaus HERIS-ID: 28856 Objekt-ID: 25461 | Penzinger Straße 48 Standort KG: Penzing                                             | Die Fassade des im Kern möglicherweise aus dem 16., spätestens aus dem 17. Jahrhundert stammenden dreigeschoßigen Hauses wurde 1830 im Stil des Biedermeier umgestaltet. Oberhalb des mittig angeordneten Tors befindet sich ein Schmiedeeisenbalkon; die Lünetten über den seitlichen Fenstern im ersten Obergeschoß tragen Reliefs mit Jahreszeitenmotiven. | BDA-Hist.: Q37921994 Status: Bescheid Stand der BDA-Liste: 2025-06-30 Name: Miethaus, sog. Polsterhaus GstNr.: 237 Polsterhaus, Penzing |
| ja    | Datei hochladen | Bürgerhaus, sog. Ortsrichterhaus HERIS-ID: 28811 Objekt-ID: 25416 | Penzinger Straße 54 Standort KG: Penzing                                             | Das ehemalige Wohnhaus des Ortsrichters stammt aus dem Jahr 1790 (Jahreszahl im Portalkeilstein). | BDA-Hist.: Q37921830 Status: Bescheid Stand der BDA-Liste: 2025-06-30 Name: Bürgerhaus, sog. Ortsrichterhaus GstNr.: 229/1, 230/2 |
| ja    | Datei hochladen | Bezirksmuseum HERIS-ID: 28861 Objekt-ID: 25467 | Penzinger Straße 59 Standort KG: Penzing                                             | Das Bezirksmuseum Penzing ist im ehemaligen Amtshaus der Gemeinde Penzing, einem dreigeschoßigen späthistoristischen Eckhaus untergebracht. In den Räumlichkeiten befindet sich auch das Wiener Ziegel- und Baukeramikmuseum. | BDA-Hist.: Q110097577 Status: § 2a Stand der BDA-Liste: 2025-06-30 Name: Bezirksmuseum GstNr.: 102/1 Ehemaliges Amtshaus Penzing |
| ja    | Datei hochladen | Bürgerhaus, sog. Lee-Haus HERIS-ID: 28864 Objekt-ID: 25470 | Penzinger Straße 66 Standort KG: Penzing                                             | Das Haus entstand in der ersten Hälfte des 18. Jahrhunderts, umfasst aber auch Teile, die schon aus dem 17. Jahrhundert datieren. Der langgestreckte dreigeschoßige Straßentrakt ist dem Straßenverlauf folgend leicht gekrümmt und durch Nutung im Erdgeschoß sowie Lisenen in den oberen Geschoßen einfach gegliedert. Die Mittelachsen sind durch ein hohes Mansarddach betont; seitlich sind zwei von Pilastern eingerahmte Korbbogenportale mit Holztoren angeordnet. An der Hofseite tritt der mittlere Baublock weit vor. Im Osten befindet sich ein dreigeschoßiger Hofflügel aus dem 17. Jahrhundert. | BDA-Hist.: Q37922043 Status: Bescheid Stand der BDA-Liste: 2025-06-30 Name: Bürgerhaus, sog. Lee-Haus GstNr.: 203/1, 202/3 Lee-Haus, Penzing |
| ja    | Datei hochladen | Kapelle hll. Rochus und Sebastian HERIS-ID: 28961 Objekt-ID: 25574seit 2019 | Penzinger Straße 70 Standort KG: Penzing                                             | Ursprünglich auf Betreiben von Pfarrer Georg Einwang durch den Baumeister Georg Gerstenbrand 1660 errichtet. | BDA-Hist.: Q1487873 Status: Bescheid Stand der BDA-Liste: 2025-06-30 Name: Kapelle hll. Rochus und Sebastian GstNr.: 179 Chapel of St. Roch in Vienna |
| ja    | Datei hochladen | Miethaus HERIS-ID: 28880 Objekt-ID: 25487 | Penzinger Straße 72 Standort KG: Penzing                                             | Das Bildungsheim befindet sich in einem späthistoristischen dreigeschoßigen Gebäude. Gedenktafeln erinnern an den Namensgeber Christian Broda sowie an Karl Lueger, der 1909 in diesem Haus zum letzten Mal auf einer Wahlversammlung sprach. | BDA-Hist.: Q37922139 Status: § 2a Stand der BDA-Liste: 2025-06-30 Name: Miethaus GstNr.: 178 Penzinger Straße 72 |
| ja    | Datei hochladen | Wohnhausanlage der Gemeinde Wien HERIS-ID: 32260 Objekt-ID: 29334 Wiener Wohnen: 1020 | Penzinger Straße 138-140 Standort KG: Penzing                                        | Identadresse Weinzirlgasse 1-7. Dieser Bau wurde 1930/31 von Alexander Popp errichtet. Der Ecktrakt weist einen wuchtigen, klinkerverkleideten Turm auf, sonst ist die Anlage mit breiten Balkonen gegliedert. | BDA-Hist.: Q37947096 Status: § 2a Stand der BDA-Liste: 2025-06-30 Name: Wohnhausanlage der Gemeinde Wien GstNr.: 555/137 Gemeindebau Penzinger Straße 138-140 |
| ja    | Datei hochladen | Wohnhausanlage der Gemeinde Wien, Schimon-Hof HERIS-ID: 28894 Objekt-ID: 25502 Wiener Wohnen: 172 | Penzinger Straße 150-166 Standort KG: Penzing                                        | Der Bau wurde 1927–1929 von Michael Rosenauer errichtet. Er ist ein vielhöfiger Bau mit komplexem Grundriss. Die Fassade ist mit Spitzgiebeln und Putzornamenten gegliedert. | BDA-Hist.: Q37922237 Status: § 2a Stand der BDA-Liste: 2025-06-30 Name: Wohnhausanlage der Gemeinde Wien, Schimon-Hof GstNr.: 555/130 Schimon-Hof |
| ja    | Datei hochladen | Kirche hl. Josef HERIS-ID: 28960 Objekt-ID: 25573 | Reinlgasse 25 Standort KG: Penzing                                                   | Die Kirche wurde 1896/97 durch Ignaz Drapala als Kollegiumskirche der Kalasantiner erbaut und schon um 1912 nach Westen verlängert. Nach Beschädigungen im Zweiten Weltkrieg wurde sie 1945/46 wiederhergestellt und innen vollständig erneuert. Die dreiachsige Fassade ist durch einen übergiebelten Mittelrisalit gekennzeichnet, über dem sich der Turmaufsatz mit Uhren und Zwiebelhelm erhebt. Im Inneren befindet sich ein hoher Saalraum mit stark eingezogenem rechteckigem Chor; das Langhaus wird durch eine markante Holzkassettendecke abgeschlossen. | BDA-Hist.: Q1722055 Status: § 2a Stand der BDA-Liste: 2025-06-30 Name: Kirche hl. Josef GstNr.: 630/17 Kalasantinerkirche St. Josef |
| ja    | Datei hochladen | Schlossbrücke Schönbrunn HERIS-ID: 66682 Objekt-ID: 79590 | Schönbrunner Schlossbrücke Standort KG: Penzing und Schönbrunn                       | Die Brücke wurde 1900 als breite Betonbogenbrücke errichtet. An der Seite ist die Brücke von Kunststeinbalustrade eingefasst. Schlossseitig befinden sich zwei steinerne Sphingen am Brückenkopf, nordseitig zwei Löwen aus den 1770er-Jahren von Johann Christian Wilhelm Beyer. Anmerkung: Die Schönbrunner Schlossbrücke wird neben der KG Penzing auch in der KG Schönbrunn geführt. Es befindet sich hier eine Überlappungszone – ein ganz kleines Stück dieses Abschnitts gehört politisch zu Hietzing. | BDA-Hist.: Q64026673 Status: § 2a Stand der BDA-Liste: 2025-06-30 Name: Schlossbrücke Schönbrunn GstNr.: 801/12, 4/1, 5/1, 801/8, 801/21, 801/19, 801/20, 801/26, 801/28, 6/2, 748/1, 819/1, 111, 160, 161, 163 Schönbrunner Schlossbrücke |
| ja    | Datei hochladen | Wohnhausanlage der Gemeinde Wien HERIS-ID: 28825 Objekt-ID: 25430 Wiener Wohnen: 1010 | Sebastian-Kelch-Gasse 1-3 Standort KG: Penzing                                       | Dieser Bau wurde 1928/29 von Josef Frank errichtet. Er ist in den Formen der Neuen Sachlichkeit gehalten. Auffällige Elemente sind durchlaufende Stiegenhausfenster und die Eckloggien zur Drechselgasse hin. | BDA-Hist.: Q37921860 Status: § 2a Stand der BDA-Liste: 2025-06-30 Name: Wohnhausanlage der Gemeinde Wien GstNr.: 616/27 |
| ja    | Datei hochladen | Wohnhausanlage der Gemeinde Wien HERIS-ID: 28827 Objekt-ID: 25432 Wiener Wohnen: 1006 | Sebastian-Kelch-Gasse 4-6 Standort KG: Penzing                                       | Der Bau wurde 1928/29 von Heinrich Vana errichtet. Er weist eine sehr expressive Fassadengestaltung mit Spitzerkergruppen, Spitzgiebeln und einem Spitzbogentor auf. Auch die Hofseite ist aufwändig gestaltet. | BDA-Hist.: Q37921870 Status: § 2a Stand der BDA-Liste: 2025-06-30 Name: Wohnhausanlage der Gemeinde Wien GstNr.: 623/30 |
| ja    | Datei hochladen | Wohnhausanlage der Gemeinde Wien HERIS-ID: 28830 Objekt-ID: 25435 Wiener Wohnen: 1007 | Sebastian-Kelch-Gasse 5-7 Standort KG: Penzing                                       | Dieser Bau wurde 1928 von Karl Holey errichtet. Ein eigenwilliges Element sind die klinkerverkleideten Erker, von denen Balkone ausgehen. | BDA-Hist.: Q37921879 Status: § 2a Stand der BDA-Liste: 2025-06-30 Name: Wohnhausanlage der Gemeinde Wien GstNr.: 623/16 Wohnhausanlage Sebastian-Kelch-Gasse 5-7 |
| ja    | Datei hochladen | Miethaus HERIS-ID: 28821 Objekt-ID: 25426 | Teybergasse 13 Standort KG: Penzing                                                  | Das späthistoristische viergeschoßige Gebäude stammt aus der Zeit von 1893–1895. | BDA-Hist.: Q37921840 Status: § 2a Stand der BDA-Liste: 2025-06-30 Name: Miethaus GstNr.: 52/3 |
| ja    | Datei hochladen | Wiener Vorortelinie – Teilbereich Penzing mit Station Breitensee HERIS-ID: 62012 Objekt-ID: 74517 | Standort KG: Penzing                                                                 | Die Vorortelinie wurde 1898 eröffnet und war ursprünglich ein Teil der Wiener Stadtbahn. So wie diese wurde sie nach Plänen von Otto Wagner gebaut. Nach dem Ersten Weltkrieg wurde sie jedoch nicht als Teil der Wiener Elektrischen Stadtbahn in Betrieb genommen, sondern hauptsächlich für den Güterverkehr genutzt. Erst 1987 wurde sie als S-Bahn-Linie wieder ein Teil des öffentlichen Nahverkehrs. Dabei konnten nur drei der ursprünglichen Stationen wieder genutzt werden. Die Station Breitensee war ursprünglich eine von Wagners Stationen, war aber 1987 bereits so verfallen, dass sie abgetragen und in einem historisierenden Stil neu gebaut wurde. | BDA-Hist.: Q1572413 Status: Bescheid Stand der BDA-Liste: 2025-06-30 Name: Wiener Vorortelinie - Teilbereich Penzing mit Station Breitensee GstNr.: 810/1, 810/2, 811/1, 811/2, 811/3, 811/4, 811/5, 811/6, 812/1, 812/2, 812/3, 812/4, 812/5, 812/6, 812/7, 812/8, 812/9 Bahnhof Wien Breitensee |
| ja    | Datei hochladen | Wientalverbauung HERIS-ID: 111785 Objekt-ID: 129795seit 2016 | Standort KG: Penzing                                                                 | siehe KG Auhof | BDA-Hist.: Q37826696 Status: Bescheid Stand der BDA-Liste: 2025-06-30 Name: Wientalverbauung GstNr.: 801/1, 801/19, 801/26, 111, 160, 161 |
| ja    | Datei hochladen | Wientalverbauung HERIS-ID: 111786 Objekt-ID: 129796seit 2016 | Standort KG: Schönbrunn                                                              | siehe KG Auhof. Dieser Abschnitt liegt in einem Überlappungsbereich, der politisch zu Penzing, grundbüchlich aber zur KG Schönbrunn gehört. | BDA-Hist.: Q37826705 Status: Bescheid Stand der BDA-Liste: 2025-06-30 Name: Wientalverbauung GstNr.: 886, 887, 888, 889, 2/10, 2/11, 2/13, 2/12 |
| ja    | Datei hochladen | Pflegeheim Baumgarten, Pavillons 1, 4, 5, 6 HERIS-ID: 28409 Objekt-ID: 24991 | Hütteldorfer Straße 188 Standort KG: Unterbaumgarten                                 | Die Anlage entstand 1900/01 auf dem Areal des ehemaligen Ortsfriedhofs nach Plänen von Johann Nepomuk Scheiringer. Ursprünglich als Kaserne errichtet, diente sie ab 1914 als Kriegsspital und nach Kriegsende verschiedenen gesundheitspolitischen Zwecken, zeitweise als Geriatriezentrum. Ende Jänner 2016 zog die Bezirksvorstehung in das Gebäude ein. Von den sechs Pavillons, die in romanisierenden Formen um einen begrünten rechteckigen Hof angeordnet wurden, sind Pavillons 1 und 4 noch in originaler Geschoßhöhe und mit originalem Dekor erhalten. Die Bauten sind durch Risalite, Giebel und Attiken abwechslungsreich gegliedert; als Dekorelemente fanden Rundbogenfriese, Fensterrosen und Keramikrosetten in den Parapetfeldern Verwendung. Nicht unter Schutz stehen die Pavillons 2 und 3. | BDA-Hist.: Q1512997 Status: § 2a Stand der BDA-Liste: 2025-06-30 Name: Pflegeheim/Geriatriezentrum Baumgarten ohne Pavillon 2 und 3 GstNr.: 214/4 Kaiser-Franz-Joseph-Landwehrkaserne |
| ja    | Datei hochladen | Wohnhausanlage der Gemeinde Wien HERIS-ID: 28408 Objekt-ID: 24989 Wiener Wohnen: 991 | Hütteldorfer Straße 265-267 Standort KG: Unterbaumgarten                             | Dieser Bau wurde 1924/25 von Josef Beer errichtet. Es ist ein zweifach abgestufter Bau mit zentralem Wohnturm, Spitzerker und expressiven Dekorformen. | BDA-Hist.: Q37919801 Status: § 2a Stand der BDA-Liste: 2025-06-30 Name: Wohnhausanlage der Gemeinde Wien GstNr.: 93/1 Wohnhausanlage Hütteldorfer Straße 265-267 |
| ja    | Datei hochladen | Baumgartner Pfarrkirche St. Anna HERIS-ID: 28414 Objekt-ID: 24996 | Linzer Straße 259 Standort KG: Unterbaumgarten                                       | Die Kirche, die Elemente der Neuromanik und des Heimatstils zeigt, wurde 1906–1908 nach Plänen von Moritz Otto Kuntschik erbaut. Der freistehende, nach Süden ausgerichtete Bau hat eine mächtige Fassade mit Doppeltürmen, ein Querhaus sowie eine eingezogene halbrunde Apsis zwischen angebauten Kapellen. | BDA-Hist.: Q811566 Status: § 2a Stand der BDA-Liste: 2025-06-30 Name: Baumgartner Pfarrkirche St. Anna GstNr.: 25 Baumgartner Pfarrkirche |
| ja    | Datei hochladen | Wientalverbauung HERIS-ID: 111787 Objekt-ID: 129797seit 2016 | Standort KG: Unterbaumgarten                                                         | siehe KG Auhof | BDA-Hist.: Q37826715 Status: Bescheid Stand der BDA-Liste: 2025-06-30 Name: Wientalverbauung GstNr.: 332/1, 333/1, 332/2 |
| ja    | Datei hochladen | Bahnsteigdach Hadersdorf-Weidlingau HERIS-ID: 28495 Objekt-ID: 25084 | Bahnstraße 5 Standort KG: Weidlingau                                                 | Das von Vincenz Krupicka entworfene Flugdach auf Eisenstützen wurde 1909–1911 errichtet. Anmerkung: aktuell: Wien Hadersdorf (Weidlingau separate Station, ehemals Weidlingau-Wurzbachtal) | BDA-Hist.: Q37920297 Status: Bescheid Stand der BDA-Liste: 2025-06-30 Name: Bahnsteigdach Hadersdorf-Weidlingau GstNr.: 148/3 |
| ja    | Datei hochladen | Wientalverbauung HERIS-ID: 111788 Objekt-ID: 129798seit 2016 | Standort KG: Weidlingau                                                              | siehe KG Auhof | BDA-Hist.: Q37826725 Status: Bescheid Stand der BDA-Liste: 2025-06-30 Name: Wientalverbauung GstNr.: 174/1, 148/62 |

## Ehemalige Denkmäler
| Foto |                 | Denkmal                                      | Standort                                                                         | Beschreibung | Metadaten |
| ---- | --------------- | -------------------------------------------- | -------------------------------------------------------------------------------- | --- | --- |
| ja   | Datei hochladen | Hanusch-Krankenhaus Objekt-ID: 25674bis 2012 | Heinrich-Collin-Straße 30 Standort KG: Breitensee                                | Das Krankenhaus wurde 1914/15 durch Heinrich Schmid und Hermann Aichinger als Militärspital errichtet. Als solches diente es in beiden Weltkriegen. In den 1970er Jahren erfolgten zahlreiche Um- und Zubauten wie Aufstockungen, Schließung von Arkaden und Veränderungen der Fassaden. Die Pavillons 1, 2 und 3 sind durch Verbindungsgänge zu einer Gruppe aus ursprünglich vier-, jetzt fünfgeschoßigen langgestreckten Baublöcken zusammengeschlossen. Der Eingangsfront des mittleren Traktes ist ein monumentaler Säulenportikus vorgeblendet. Der dreigeschoßige Pavillon 4 erhebt sich in der Mittelachse hinter Pavillon 2 und ist mit diesem ebenfalls durch einen niedrigen Trakt verbunden. Dahinter befindet sich gleichfalls in der Mittelachse der kubische freistehende Bau der Pathologie, in dessen Erdgeschoß die 1972/73 eingerichtete neue Anstaltskapelle untergebracht ist. | BDA-Hist.: Q1584031 Status: § 2a Stand der BDA-Liste: 2012-06-06 Name: Hanusch-Krankenhaus GstNr.: 408 Hanusch-Krankenhaus |
| ja   | Datei hochladen | WC-Anlage Objekt-ID: 129860von 2012 bis 2012 | bei Baumgartner Höhe 1 Standort siehe Beschreibung KG: Hütteldorf GstNr.: 640/16 | Das WC-Gebäude wurde 1902 errichtet. Anmerkung: Das Objekt wurde nie dort aufgestellt. Es bleibt im Türkenschanzpark. | BDA-Hist.: Q106686454 Status: Bescheid Stand der BDA-Liste: 2012-06-06 Name: WC-Anlage                                     |